# Dront
Dront (Raphus cucullatus) är en utdöd flygoförmögen fågel som var endemisk för ön  Mauritius, öster om Madagaskar i Indiska oceanen. Drontens närmsta släkting var den likaså utdöda rodriguessolitären, och dessa två arter anses nu vara en del av familjen duvor. Den närmaste nu levande släktingen är nikobarduvan. Länge trodde man att det även förekommit en vit dront på den närliggande ön Réunion, men detta bedöms idag härröra från sammanblandningar med solitäribisen tillsammans med målningar av vita dronter.
Subfossila lämningar visar att dronten var ungefär en meter hög och kan ha vägt 10–18 kg i vilt tillstånd. Drontens utseende finns bara bevarad i teckningar, målningar och nedskrivna beskrivningar som alla härstammar från 1600-talet. Då dessa varierar kraftigt och bara ett fåtal bedöms ha skapats utifrån levande specimen är fågelns exakta utseende oklart och lite är känt om dess beteende. Även om dronten har beskrivits som fet och klumpig så bedöms den idag ha varit mycket välanpassad till sitt ekosystem. Den har avbildats med gråbrun fjäderdräkt, gula ben, en kort spretig stjärt, med grått fjäderlöst huvud och gulgrönsvart näbb. Den svalde små stenar, så kallade gastroliter för att underlätta matsmältningen och dess föda tros bland annat ha bestått av frukt. Drontens främsta habitat bedöms ha varit skogarna i de torrare kustområdena på Mauritius. En källa hävdar att kullen bara bestod av ett ägg. Dess flygoförmåga tros ha utvecklats genom god tillgång på föda i kombination med få predatorer på ön.
Den första skriftliga källa som nämner dronten härstammar från 1598 och holländska sjömän. Under följande år jagades fågeln av sjömän och invasiva arter, samtidigt som dess livsmiljö förstördes. Den sista allmänt accepterade observationen av en dront skedde 1662. Utrotningen uppmärksammades inte omedelbart och vissa ansåg att fågeln var en myt. På 1800-talet genomfördes vetenskapliga studier på en liten mängd kvarlevor från fyra specimen som hade förts till Europa i början av 1600-talet. Bland dessa ett torkat huvud, vilket är den enda kända kvarvarande mjukvävnaden av dront. Sedan dess har en stor mängd subfossiler samlats in på Mauritius, främst från sumpmarken Mare aux Songes. 
Drontens utdöende skedde mindre än ett sekel efter dess upptäckt och riktade ett nyfött fokus på människans ansvar i arters försvinnande. Dronten blev än mer känd genom sin roll i berättelsen om "Alice i underlandet" och har sedan dess blivit en fixstjärna inom populärkulturen, ofta som symbol för utrotningshotade arter men även för det förlegade och omoderna.

## Systematik

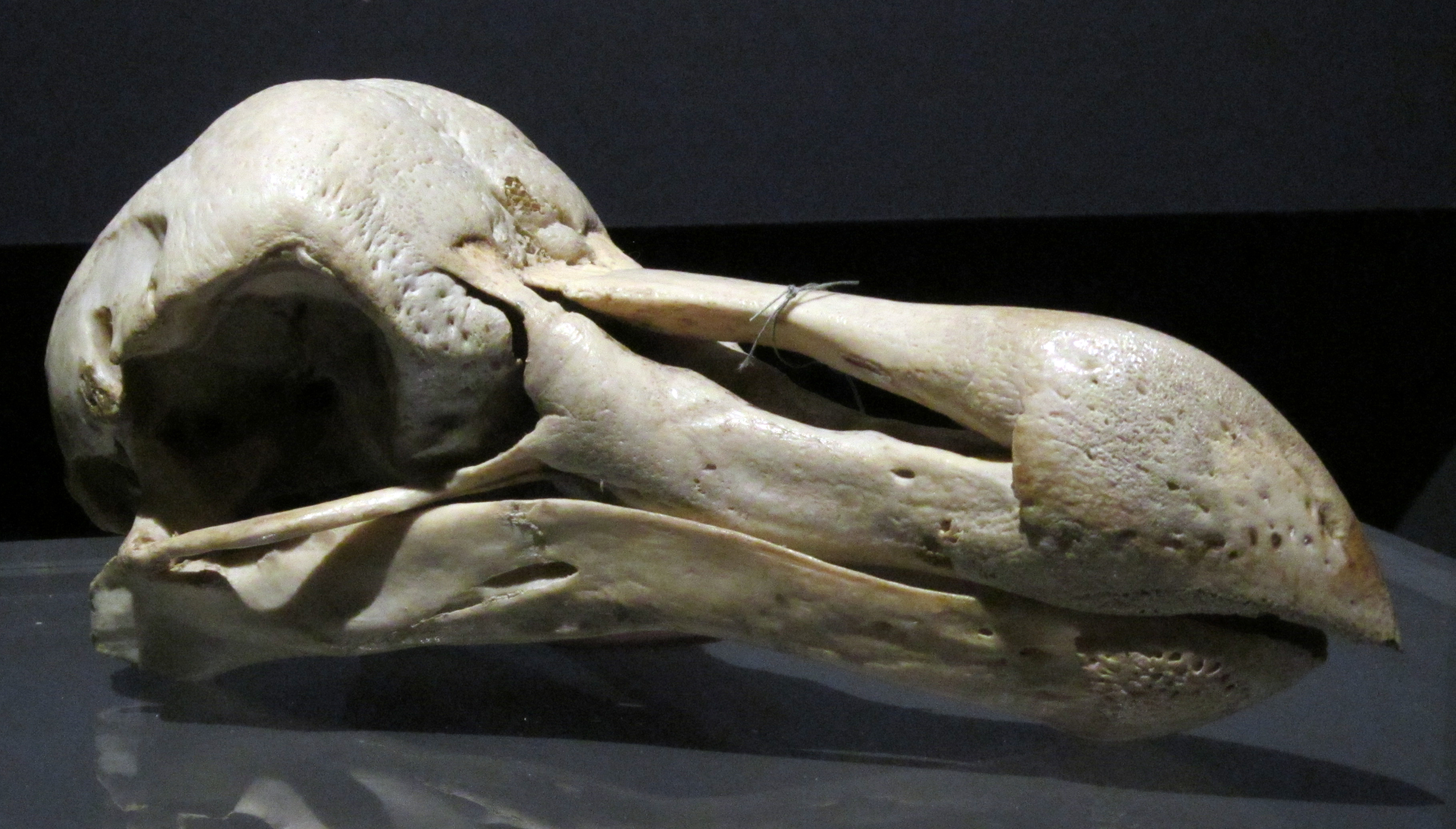
Det var studier av skallen på Köpenhamns zoologiska museum som ledde till att dronten klassificerades som en duva 1842.

Dronten har av tidiga vetenskapsmän beskrivits som en liten struts, en rall, en albatross eller en gam. År 1842 föreslog den danska zoologen Johannes Theodor Reinhardt att dronten var en marklevande duva, vilket han baserade på studier av en skalle som han funnit i samlingarna på Statens Naturhistoriske Museum i Köpenhamn. Denna slutsats möttes först av hån, men stöddes senare av de båda engelska naturvetarna Hugh Edwin Strickland och Alexander Gordon Melville i deras monografi The Dodo and Its Kindred från 1848, där de försökte särskilja myterna från verkligheten vad gällde arten. Efter att ha dissekerat det bevarade huvudet och tarsen från ett specimen som redan då fanns vid Oxford University Museum of Natural History och sedan jämfört resultatet med de fåtal tillgängliga kvarlevor av rodriguessolitären (Pezophaps solitaria) drog de slutsatsen att de båda var närbesläktade. Strickland menade att trots att de inte överensstämde helt, så delade  deras tarser flera signifikanta drag som annars bara var kända från duvor.

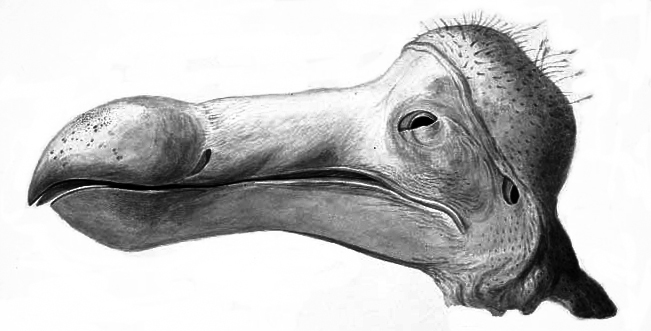
Skiss av huvudet på Oxford University Museum of Natural History före dissektionen 1848.

Strickland och Melville hävdade att dronten anatomiskt hade flera likheter med duvorna. De pekade bland annat på att näbben har en mycket begränsad keratiniserade del, med långa, smala och bara grundläggande delar, och att andra duvor också har naken hud runt ögonen vilket nästan sträcker sig ned till näbben, precis som hos dronten. Pannan är hög i förhållande till näbben och de två hålorna, som fungerar som näsborrar är placerade långt ned på mitten av näbben och är omgärdade av hud, en kombination som annars bara förekommer hos duvorna. Drontens ben påminner generellt mer om benen hos marklevande duvor än hos någon annan typ av fågel, både vad gäller fjäll och skelettdetaljer. Avbildningar som beskrev dess stora kräva indikerade också ett släktskap med duvorna, där detta är mer framträdande än hos några andra fåglar. Duvor lägger generellt små kullar och dronten sägs ha lagt ett ägg per häckning. Precis som hos duvorna saknar näsborrarna plogben och septum nasi, i övrigt finns det likheter vad gäller underkäke, kindben, gommen och hallux. De främsta anatomiska skillnaderna hos dronten i förhållande till andra duvor är dess proportionellt små vingar och stora näbb i förhållande till det övriga kraniet.
Under 1800-talet klassificerades många andra fågelarter också som dronter, däribland rodriguessolitären och solitäribisen, som Didus solitarius respektive Raphus solitarius, (där Didus och Raphus var släktnamn som användes av olika auktoriteter för att beskriva dronten vid den här tiden). En otypisk beskrivning från 1600-talet av en dront, tillsammans med ben från en rodriguessolitär, gjorde att Abraham Dee Bartlett 1852 beskrev en helt ny art, Didus nazarenus. Idag är detta namn en synonym till rodriguessolitären. Enkla teckningar av rödrallen, som också förekom på Mauritius missförstods också för att vara dronter och gavs namnen Didus broeckii och Didus herberti.
Under många år placerades rodriguessolitären och dronten i den egna familjen Raphidae, tidigare Dididae, eftersom dess exakta släktskap med duvorna var oklart. De båda arterna har även placerats i var sin monotypisk familj, Raphidae och Pezophapidae, eftersom deras likheter bedömdes härröra från konvergent evolution. Utifrån osteologiska studier och DNA-analyser har man senare placerat de två arterna i den egna underfamiljen Raphinae, som i sin tur placeras inom familjen duvor (Columbidae).

### Evolution

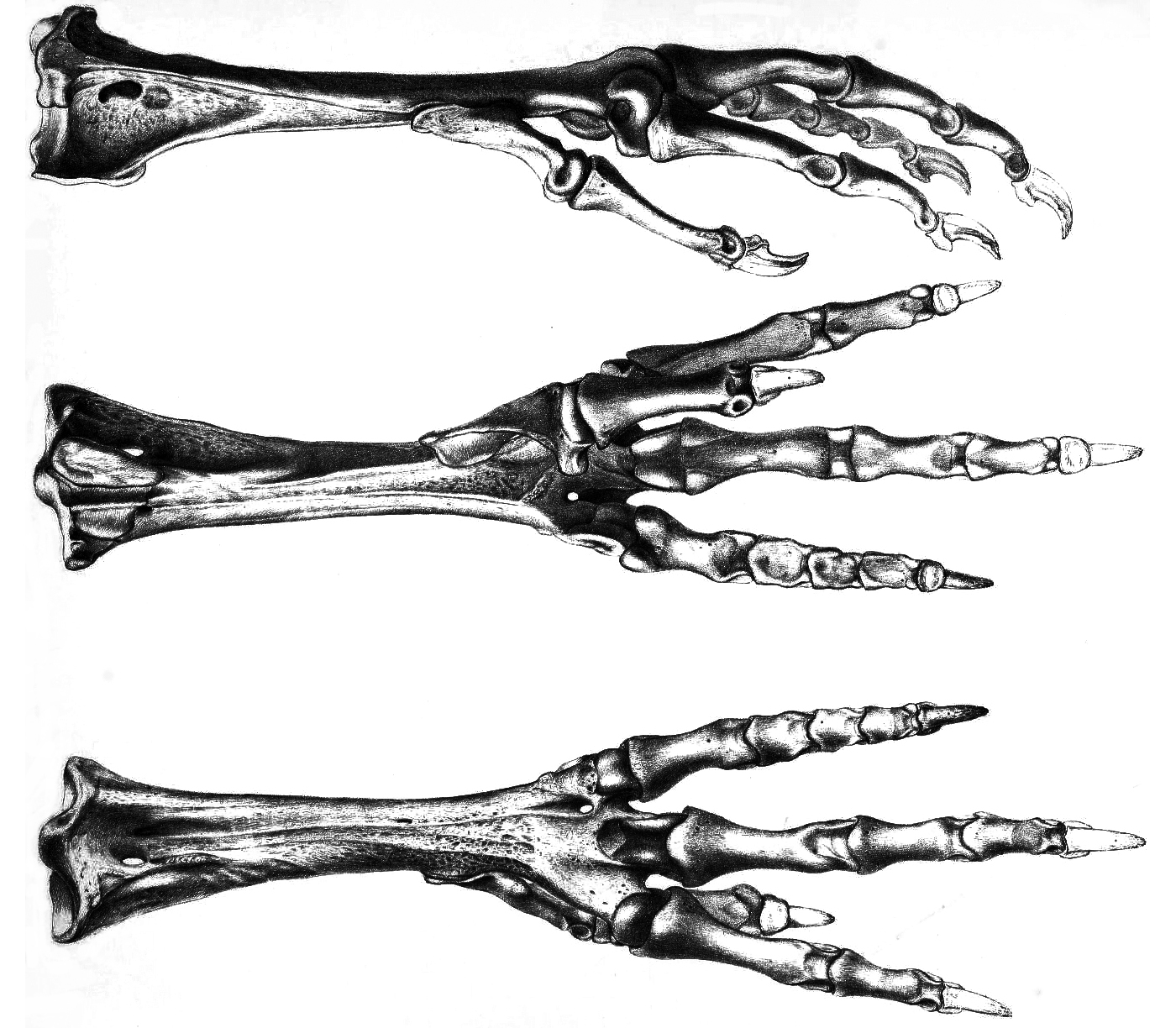
Litografi från 1848 av tarsen vid Oxford University Museum of Natural History, som användes för genetiska studier.

År 2002 analyserade den amerikanska genetikern Beth Shapiro, tillsammans med kollegor, för första gången DNA från dront. Jämförelser av mitokondriellt cytochrome b och 12S rRNA-sekvenser, som isolerats ur tarsen från Oxfordspecimentet och ett lårben från rodriguessolitären bekräftade deras nära släktskap och placerade dem i familjen Columbidae. Studien visade att den sydostasiatiska nikobarduvan (Caloenas nicobarica) är deras närmsta levande släkting, följt av kronduvorna på Nya Guinea i släktet Goura, och den ytligt liknande tandduvan (Didunculus strigirostris) på Samoa. Denna klad består främst av marklevande duvor endemiska för olika öar. Följande kladogram presenterar förhållandena mellan drontens närmsta släktingar inom Columbidae, baserat på Shapiro et al., 2002:
|  | Caloenas nicobarica (nikobarduva)                                                                    |
|  | |
|  | \| \| Pezophaps solitaria (rodriguessolitär) \| \| \| \| \| \| Raphus cucullatus (dront) \| \| \| \| |
|  | |
|  | Pezophaps solitaria (rodriguessolitär)                                                               |
|  | |
|  | Raphus cucullatus (dront)                                                                            |
|  | |

|  | Pezophaps solitaria (rodriguessolitär) |
|  |                                        |
|  | Raphus cucullatus (dront)              |
|  |                                        |

|  | Caloenas nicobarica (nikobarduva)                                                                    |
|  | |
|  | \| \| Pezophaps solitaria (rodriguessolitär) \| \| \| \| \| \| Raphus cucullatus (dront) \| \| \| \| |
|  | |
|  | Pezophaps solitaria (rodriguessolitär)                                                               |
|  | |
|  | Raphus cucullatus (dront)                                                                            |
|  | |

|  | Pezophaps solitaria (rodriguessolitär) |
|  |                                        |
|  | Raphus cucullatus (dront)              |
|  |                                        |

|  | Caloenas nicobarica (nikobarduva)                                                                    |
|  | |
|  | \| \| Pezophaps solitaria (rodriguessolitär) \| \| \| \| \| \| Raphus cucullatus (dront) \| \| \| \| |
|  | |
|  | Pezophaps solitaria (rodriguessolitär)                                                               |
|  | |
|  | Raphus cucullatus (dront)                                                                            |
|  | |

|  | Pezophaps solitaria (rodriguessolitär) |
|  |                                        |
|  | Raphus cucullatus (dront)              |
|  |                                        |

|  | Caloenas nicobarica (nikobarduva)                                                                    |
|  | |
|  | \| \| Pezophaps solitaria (rodriguessolitär) \| \| \| \| \| \| Raphus cucullatus (dront) \| \| \| \| |
|  | |
|  | Pezophaps solitaria (rodriguessolitär)                                                               |
|  | |
|  | Raphus cucullatus (dront)                                                                            |
|  | |

|  | Pezophaps solitaria (rodriguessolitär) |
|  |                                        |
|  | Raphus cucullatus (dront)              |
|  |                                        |

|  | Caloenas nicobarica (nikobarduva)                                                                    |
|  | |
|  | \| \| Pezophaps solitaria (rodriguessolitär) \| \| \| \| \| \| Raphus cucullatus (dront) \| \| \| \| |
|  | |
|  | Pezophaps solitaria (rodriguessolitär)                                                               |
|  | |
|  | Raphus cucullatus (dront)                                                                            |
|  | |

|  | Pezophaps solitaria (rodriguessolitär) |
|  |                                        |
|  | Raphus cucullatus (dront)              |
|  |                                        |

|  | Caloenas nicobarica (nikobarduva)                                                                    |
|  | |
|  | \| \| Pezophaps solitaria (rodriguessolitär) \| \| \| \| \| \| Raphus cucullatus (dront) \| \| \| \| |
|  | |
|  | Pezophaps solitaria (rodriguessolitär)                                                               |
|  | |
|  | Raphus cucullatus (dront)                                                                            |
|  | |

|  | Pezophaps solitaria (rodriguessolitär) |
|  |                                        |
|  | Raphus cucullatus (dront)              |
|  |                                        |

|  | Caloenas nicobarica (nikobarduva)                                                                    |
|  | |
|  | \| \| Pezophaps solitaria (rodriguessolitär) \| \| \| \| \| \| Raphus cucullatus (dront) \| \| \| \| |
|  | |
|  | Pezophaps solitaria (rodriguessolitär)                                                               |
|  | |
|  | Raphus cucullatus (dront)                                                                            |
|  | |

|  | Pezophaps solitaria (rodriguessolitär) |
|  |                                        |
|  | Raphus cucullatus (dront)              |
|  |                                        |

|  | Caloenas nicobarica (nikobarduva)                                                                    |
|  | |
|  | \| \| Pezophaps solitaria (rodriguessolitär) \| \| \| \| \| \| Raphus cucullatus (dront) \| \| \| \| |
|  | |
|  | Pezophaps solitaria (rodriguessolitär)                                                               |
|  | |
|  | Raphus cucullatus (dront)                                                                            |
|  | |

|  | Pezophaps solitaria (rodriguessolitär) |
|  |                                        |
|  | Raphus cucullatus (dront)              |
|  |                                        |

|  | Caloenas nicobarica (nikobarduva)                                                                    |
|  | |
|  | \| \| Pezophaps solitaria (rodriguessolitär) \| \| \| \| \| \| Raphus cucullatus (dront) \| \| \| \| |
|  | |
|  | Pezophaps solitaria (rodriguessolitär)                                                               |
|  | |
|  | Raphus cucullatus (dront)                                                                            |
|  | |

|  | Pezophaps solitaria (rodriguessolitär) |
|  |                                        |
|  | Raphus cucullatus (dront)              |
|  |                                        |

|  | Caloenas nicobarica (nikobarduva)                                                                    |
|  | |
|  | \| \| Pezophaps solitaria (rodriguessolitär) \| \| \| \| \| \| Raphus cucullatus (dront) \| \| \| \| |
|  | |
|  | Pezophaps solitaria (rodriguessolitär)                                                               |
|  | |
|  | Raphus cucullatus (dront)                                                                            |
|  | |

|  | Pezophaps solitaria (rodriguessolitär) |
|  |                                        |
|  | Raphus cucullatus (dront)              |
|  |                                        |

|  | Caloenas nicobarica (nikobarduva)                                                                    |
|  | |
|  | \| \| Pezophaps solitaria (rodriguessolitär) \| \| \| \| \| \| Raphus cucullatus (dront) \| \| \| \| |
|  | |
|  | Pezophaps solitaria (rodriguessolitär)                                                               |
|  | |
|  | Raphus cucullatus (dront)                                                                            |
|  | |

|  | Pezophaps solitaria (rodriguessolitär) |
|  |                                        |
|  | Raphus cucullatus (dront)              |
|  |                                        |

|  | Caloenas nicobarica (nikobarduva)                                                                    |
|  | |
|  | \| \| Pezophaps solitaria (rodriguessolitär) \| \| \| \| \| \| Raphus cucullatus (dront) \| \| \| \| |
|  | |
|  | Pezophaps solitaria (rodriguessolitär)                                                               |
|  | |
|  | Raphus cucullatus (dront)                                                                            |
|  | |

|  | Pezophaps solitaria (rodriguessolitär) |
|  |                                        |
|  | Raphus cucullatus (dront)              |
|  |                                        |

|  | Caloenas nicobarica (nikobarduva)                                                                    |
|  | |
|  | \| \| Pezophaps solitaria (rodriguessolitär) \| \| \| \| \| \| Raphus cucullatus (dront) \| \| \| \| |
|  | |
|  | Pezophaps solitaria (rodriguessolitär)                                                               |
|  | |
|  | Raphus cucullatus (dront)                                                                            |
|  | |

|  | Pezophaps solitaria (rodriguessolitär) |
|  |                                        |
|  | Raphus cucullatus (dront)              |
|  |                                        |

|  | Caloenas nicobarica (nikobarduva)                                                                    |
|  | |
|  | \| \| Pezophaps solitaria (rodriguessolitär) \| \| \| \| \| \| Raphus cucullatus (dront) \| \| \| \| |
|  | |
|  | Pezophaps solitaria (rodriguessolitär)                                                               |
|  | |
|  | Raphus cucullatus (dront)                                                                            |
|  | |

|  | Pezophaps solitaria (rodriguessolitär) |
|  |                                        |
|  | Raphus cucullatus (dront)              |
|  |                                        |

|  | Caloenas nicobarica (nikobarduva)                                                                    |
|  | |
|  | \| \| Pezophaps solitaria (rodriguessolitär) \| \| \| \| \| \| Raphus cucullatus (dront) \| \| \| \| |
|  | |
|  | Pezophaps solitaria (rodriguessolitär)                                                               |
|  | |
|  | Raphus cucullatus (dront)                                                                            |
|  | |

|  | Pezophaps solitaria (rodriguessolitär) |
|  |                                        |
|  | Raphus cucullatus (dront)              |
|  |                                        |

|  | Caloenas nicobarica (nikobarduva)                                                                    |
|  | |
|  | \| \| Pezophaps solitaria (rodriguessolitär) \| \| \| \| \| \| Raphus cucullatus (dront) \| \| \| \| |
|  | |
|  | Pezophaps solitaria (rodriguessolitär)                                                               |
|  | |
|  | Raphus cucullatus (dront)                                                                            |
|  | |

|  | Pezophaps solitaria (rodriguessolitär) |
|  |                                        |
|  | Raphus cucullatus (dront)              |
|  |                                        |

Ett liknande kladogram publicerades 2007, där Goura och Dicunculus bytte plats och även inkluderade fasanduva (Otidiphaps nobilis) och gladiatorduva (Trugon terrestris) i nederdelen av kladen. DNA:et som användes i studien hämtades ur Oxford-specimentet, och eftersom detta material är degraderat, och inget användbart DNA kan utvinnas ur subfossiler, så behöver dessa slutsatser oberoende verifieras. Utifrån ekologi och morfologi förslog Jolyon C. Parish att dronten och rodriguessolitären placeras i underfamiljen Gourinae tillsammans med duvorna inom Goura och andra, vilket överensstämmer med slutsatserna av de genetiska studierna. År 2014 genomfördes DNA-studier utifrån det enda kända speciementet av den utdöda liverpoolduvan (Caloenas maculata), vilket indikerade att dess närmsta levande släkting är nikobarduvan och därmed även är besläktad med dronten och rodriguessolitären.

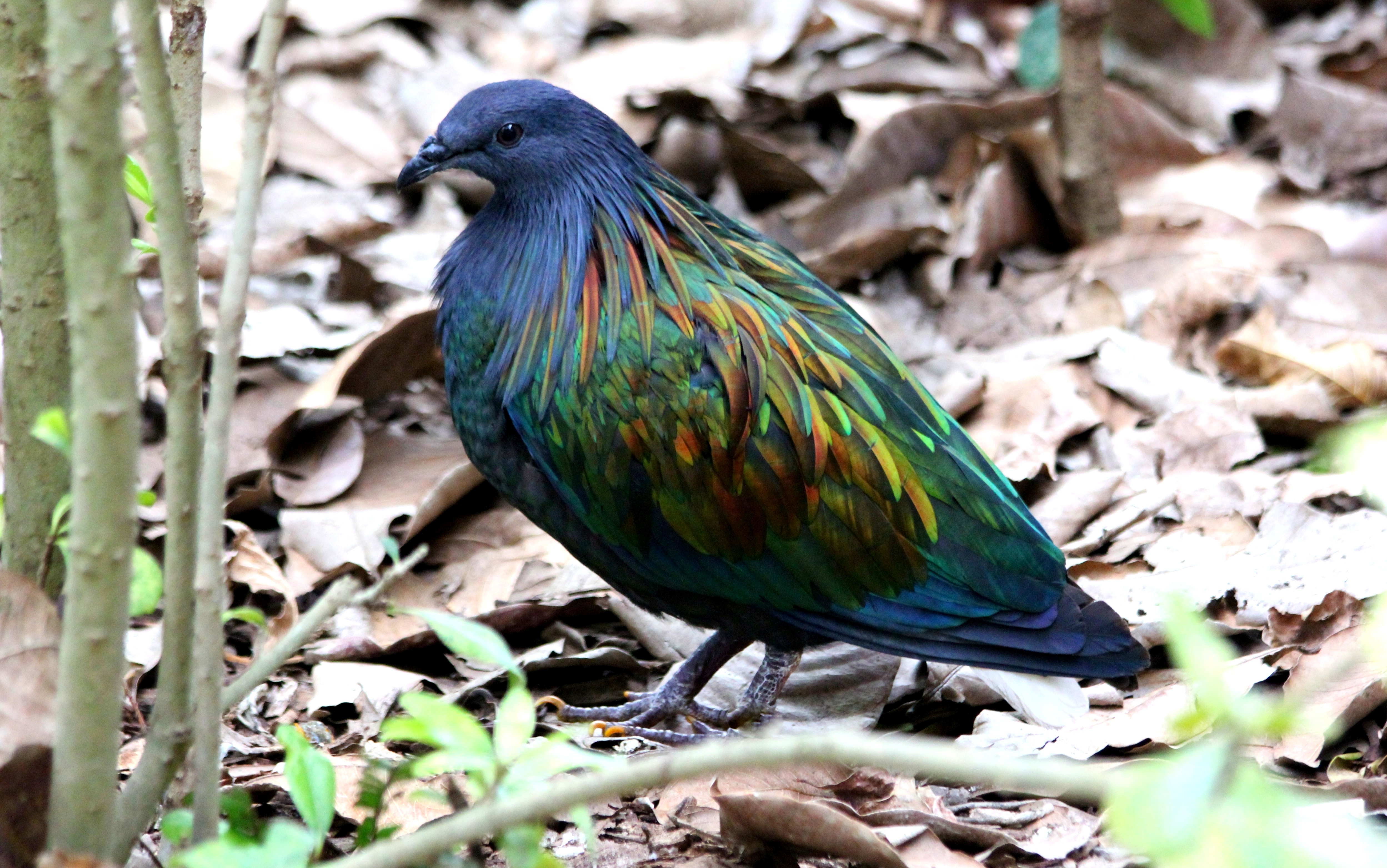
Nikobarduvan är drontens närmsta levande släkting.

Studien från 2002 indikerar att dronten och rodriguessolitären evolutionär skiljde sig åt kring gränsen mellan paleogen och neogen. Ögruppen Maskarenerna (Mauritius, Réunion och Rodrigues), har vulkaniskt ursprung och är yngre än 10 miljoner år gamla. Detta antyder att båda arterna förmodligen var förmögna att flyga under lång tid efter att deras utvecklingslinjer hade delats upp. I studien placeras nikobarduvan och liverpoolduvan i basen på utvecklingslinjen som leder till Raphinae, vilket indikerar att de flygoförmögna arterna inom underfamiljen härstammar från arter som kunde flyga, var delvis markbundna och bodde på öar. Detta styrker hypotesen att dessa förfäder nådde Maskarenerna genom att förflytta sig via öar, med sitt ursprung i södra Asien. Frånvaron av konkurrerande gräsätande däggdjur på öarna gjorde att dronten och rodriguessolitären kunde utvecklas till att bli så stora, så kallad ögigantism, och förlora sin flygförmåga. Trots att de hade en annan skallmorfologi och utvecklat anpassningar för deras större storlek så behöll de många anatomiska likheter med mindre flygoförmögna duvor. En annan stor flygoförmögen duva, fijijätteduva (Natunaornis gigoura), som beskrevs 2001 utifrån subfossilt material var bara något mindre än dronten och rodriguessolitären och tros också ha varit besläktad med kronduvorna.

### Etymologi

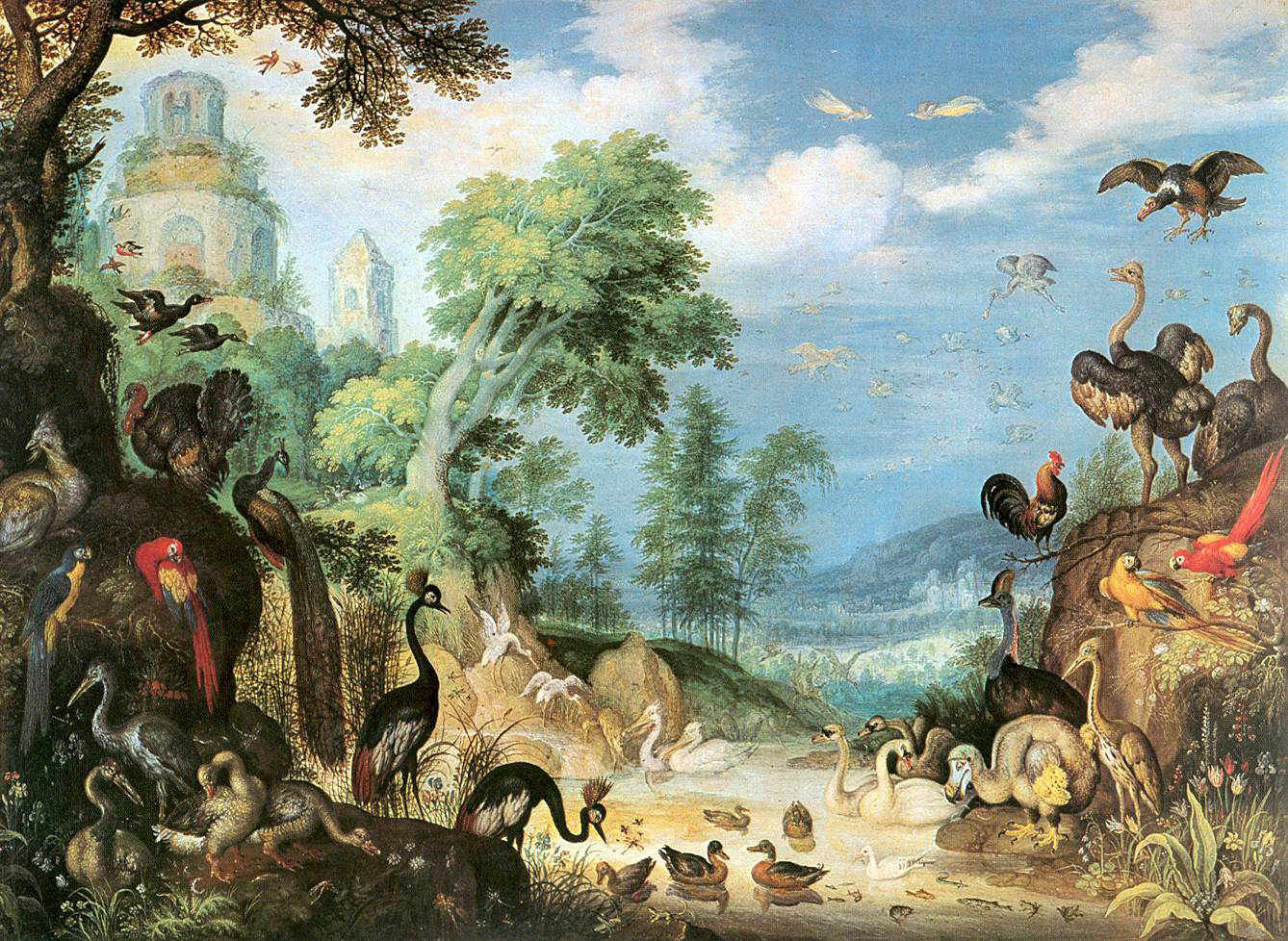
Landskap med fåglar (1628) av Roelant Savery, med en dront i nedre högra hörnet.

Ett av de första namnen på fågeln var det holländska "Walghvogel", som först är känt från den holländska viceamiralen Wybrand van Warwijcks loggbok. Han besökte Mauritius 1598 under den andra holländska expeditionen till Indonesien. Walghe betyder ungefär "smaklös" eller "äcklig" och vogel betyder "fågel". Trivialnamnet översattes av Jakob Friedlib till Walchstök eller Walchvögel på tyska. Warwijcks ursprungliga holländska text är försvunnen, men en engelsk översättning finns kvar:
| ” | På vänster sida fanns en liten ö som de kallade Heemskirk, och bukten kallade de Warwick Bay... Här stannade de i 12 dagar för att vila upp. Där fann de stora mängder fjäderfä, dubbelt så stora som svanar, som de kallade Walghvogel, och som hade bra kött. Men då det fanns ett överflöd av duvor och papegojor, vägrade de äta mer kött från dessa stora fåglar och kallade dem för Walghvogel, som betyder vämjeliga eller motbjudande fåglar. | „ |

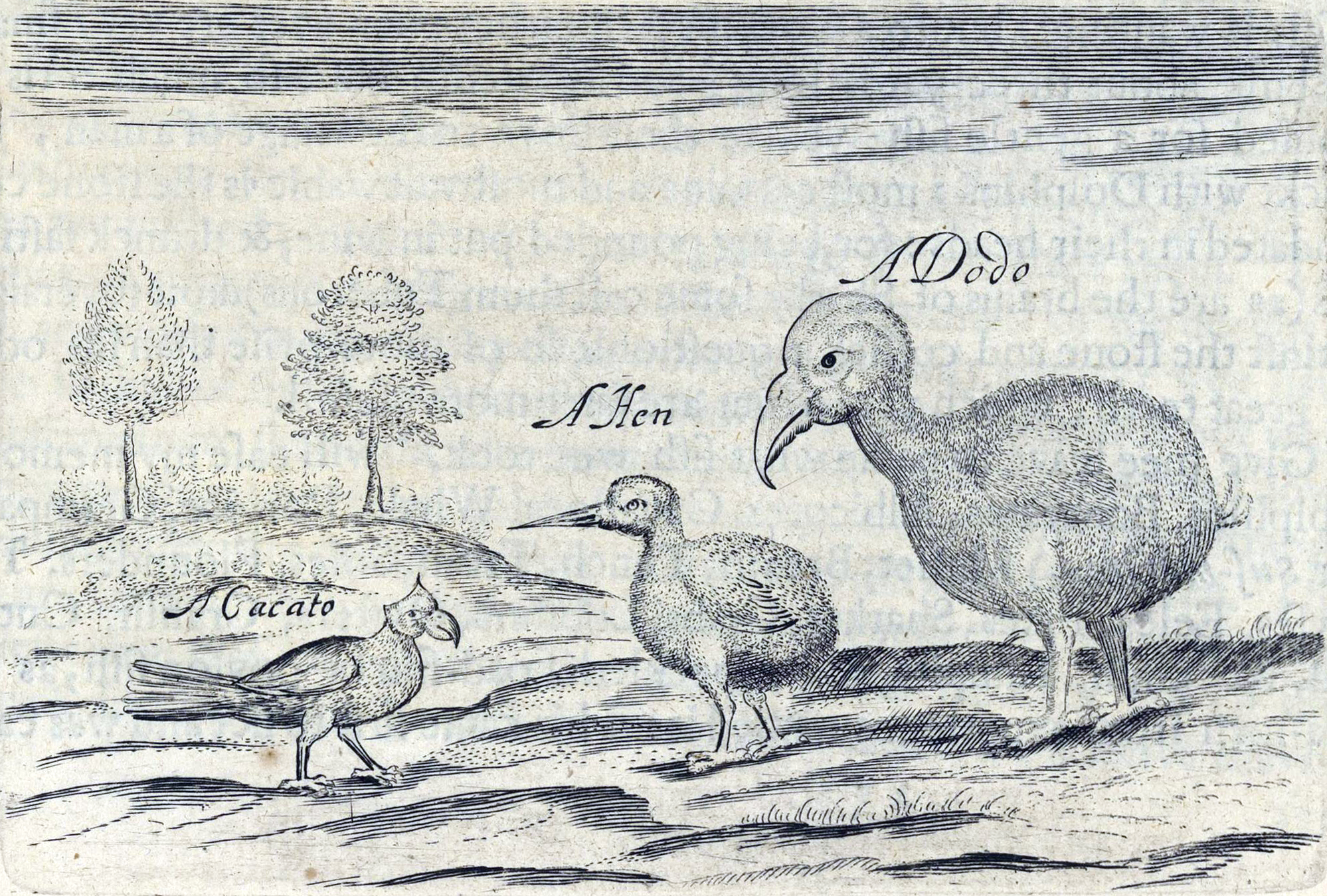
Skiss från 1634 av Sir Thomas Herbert, föreställande en korppapegoja ("Cacato"), en röd rall ("Hen") och en dront ("Dodo").

En annan källa från samma resa hävdar att portugiserna kallade dem för pingviner. Ordet behöver inte nödvändigtvis härröra från pingviner, utan från pinion, vilket är en referens till deras små vingar. Besättningen på den holländska båten Gelderland kallade 1602 fåglarna för Dronte, som betyder "svullen", ett trivialnamn som fortfarande används på flera språk, däribland svenska. Samma besättning kallade dem även för "griff-eendt" och "kermisgans", vilket refererar till fjäderfä som man göder inför Kermesse ("kyrkomässan") i Amsterdam, en högtid som inföll dagen efter att de ankrat vid Mauritius.
Det etymologiska ursprunget till dodo är oklart. Vissa menar att det härrör från den holländska ordet dodoor, som ungefär betyder "latmask", men det är förmodligen mer närbesläktat med Dodaars, som antingen betyder "fetarsle" eller "knutarsle", och ska referera till fågelns tufsiga stjärtfjädrar. Första kända källan där ordet Dodaars förekommer är i kapten Willem Van West-Zanens loggbok från 1602. Första gången det engelska namnet dodo förekommer i tryck var 1634 i författaren Sir Thomas Herbert reseberättelse, där han hävdar att fågeln kallades så av portugiserna som besökt Mauritius 1507. En annan engelsman, Emmanuel Altham, använde ordet 1628 i ett brev där han också menar att ordet hade portugisiskt ursprung. Namnet "dodar" introducerades till engelskan samtidigt som "dodo", men användes bara fram till 1700-talet. Det finns ingen känd portugisisk källa där namnet användes. Trots detta förekommer det att "dodo" härleds till portugisiskans doudo (idag doido), som betyder "dåre" eller "galen". Det har även föreslagits att dodo skulle vara en onomatopoetisk beskrivning av fågelns läte, ett tvåstavigt duvliknande "doo-doo".
Det vetenskapliga artepitetet cucullatus (som betyder "försedd med huva") användes först 1635 av Juan Eusebio Nieremberg då han beskrev den som Cygnus cucullatus, utifrån Carolus Clusiuss beskrivning av dronten från 1605. Carl von Linné beskrev arten i sin tionden upplaga av Systema Naturae från 1758 och använde också artepitetet cucullatus men placerade dronten i släktet Struthio, tillsammans med bland annat strutsarna. Det var Mathurin Jacques Brisson som 1760 beskrev släktet Raphus (där namnet refererar till trappar), vilket resulterade i artens nuvarande vetenskapliga namn Raphus cucullatus. År 1766 beskrev Linné dronten som Didus ineptus, vilket ungefär betyder "oduglig dront", men eftersom detta var ett senare namn behandlas det idag som en underordnad synonym.

## Utseende och anatomi

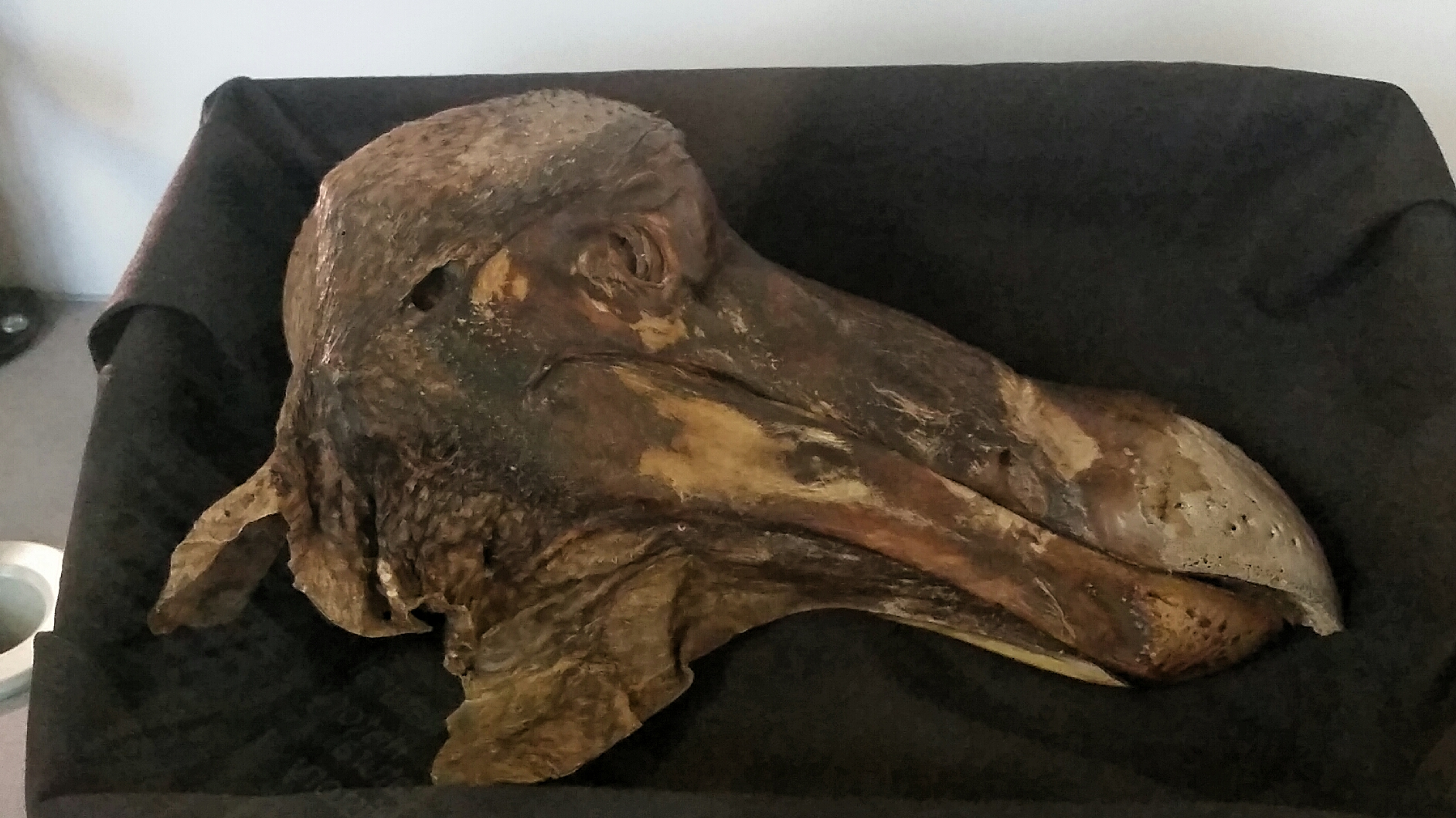
Högerhalvan av Oxfordspecimentets huvud.

Eftersom det inte finns något komplett drontspecimen bevarat så är det omöjligt att till fullo avgöra hur dronten såg ut. Främsta källan till kunskap om dess utseende härrör från teckningar och skriftliga beskrivningar från perioden 1598–1662, det vill säga från det att arten upptäcktes till dess att den dog ut. De flesta källor hävdar att den hade gråbrun fjäderdräkt, med ljusare vingpennor och en plym med krulliga ljusa stjärtfjädrar. Huvudet var grått och fjäderlöst, näbben grön, svart och gul, benen var kraftiga och gulaktiga och den hade svarta klor. En studie av de få kvarvarande fjädrarna på Oxford-specimentets huvud visar att de inte är duniga utan påminner om fjädrarna hos andra duvor.

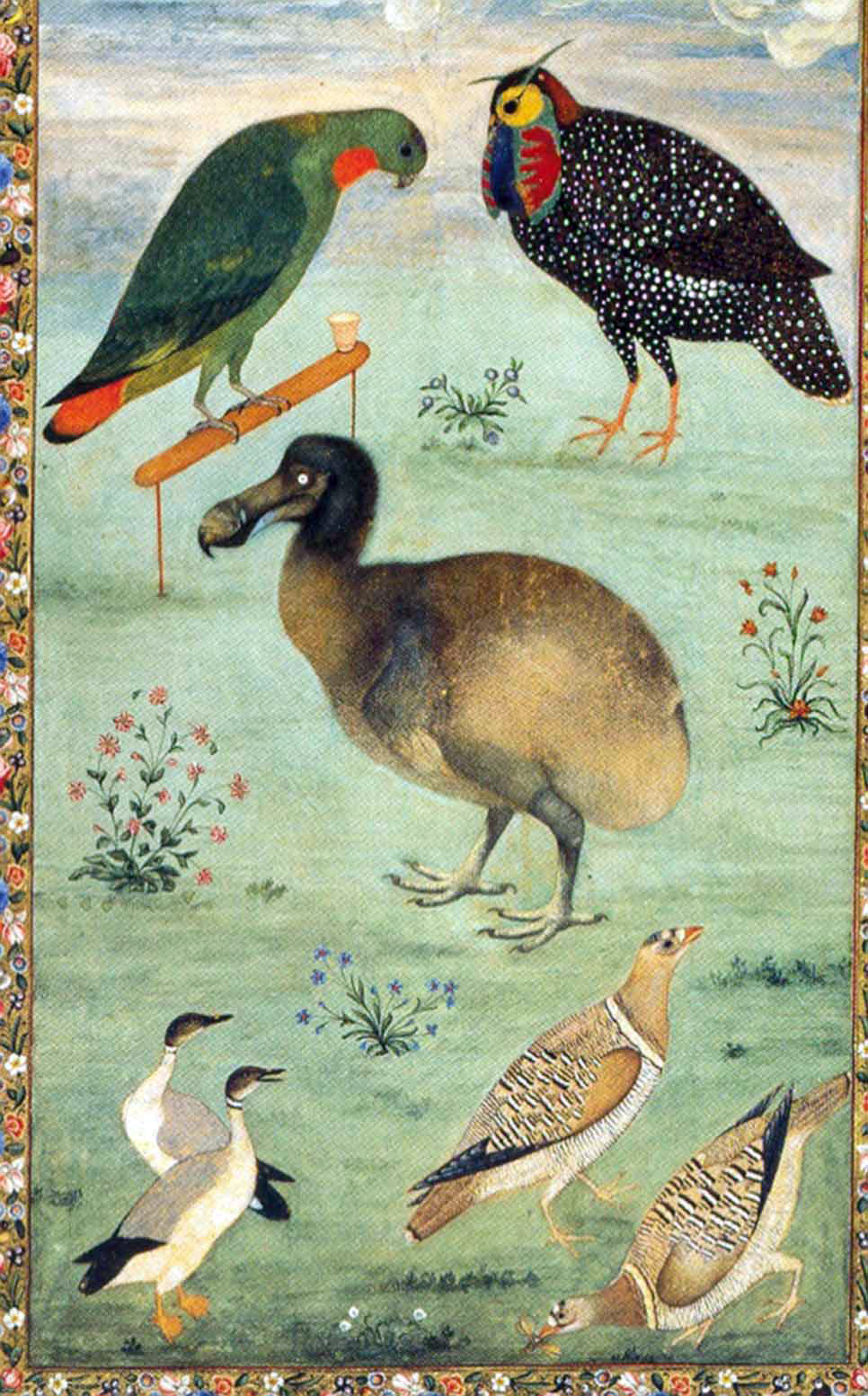
Dront bland indiska fåglar, från cirka 1625, av Ustad Mansur, vilket förmodligen är den mest korrekta målningen av en levande dront.

Subfossila lämningar och kvarlevor av fåglar som skeppades till Europa under 1600-talet visar att den var en mycket stor fågel, upp till en meter hög.
Dronten uppvisar viss könsdimorfism då hanarna var större och hade proportionellt längre näbb. Uppskattningar av deras vikt varierar i olika studier. Bradley C. Livezey föreslog 1993 att hanar vägde runt 21 kg och honor 17 kg. En annan studie från samma år av Andrew C. Kitchener menade att de höga viktuppskattningarna och beskrivningar av att de var så runda och feta beror på de individer som fördes till Europa och göddes i fångenskap. Kitchener uppskattade istället att dronten i det vilda vägde mellan 10,6-17,5 kg och gödda fåglar i fångenskap mellan 21,7-27,8 kg. En studie från 2011 av Angst et al. uppskattade genomsnittsvikten till så lite som 10,2 kg. Det råder fortfarande ingen vetenskaplig konsensus kring fågelns vikt. En studie från 2016 uppskattade vikten baserad på datortomografi av kompositskelett till 10,6–14,3 kg. Det har även föreslagits att drontens vikt varierade beroende på säsong - att den skulle varit fetare när det var kallt och magrare när det var varmt.
Drontens skalle skiljer sig på flera sätt i jämförelse med andra duvors. Framförallt är den mycket kraftig, näbben har en nedåtböjd spets och den har ett kort kranium i relation till käkbenen – övre näbbhalvan är nästan dubbelt så lång som kraniet. Näsborrarnas beniga öppningar var utdragna i näbbens längdriktning och saknade en benig nässkiljevägg. Kraniet, exklusive näbben, var bredare än långt och pannbenet var kupolformat, med den högsta punkten ovanför bakre delen av ögonhålorna. Skallen sluttade nedåt i nacken och mycket av bakre delen av skallen upptogs av ögonhålorna. Skleralringen runt ögonhålorna utgjordes av elva små ben, på liknande sätt som hos andra duvor. Näbben var svagt nedåtböjd och varje näbbhalva hade en enda öppning (Fenestrae), även detta något den delar med andra duvor.

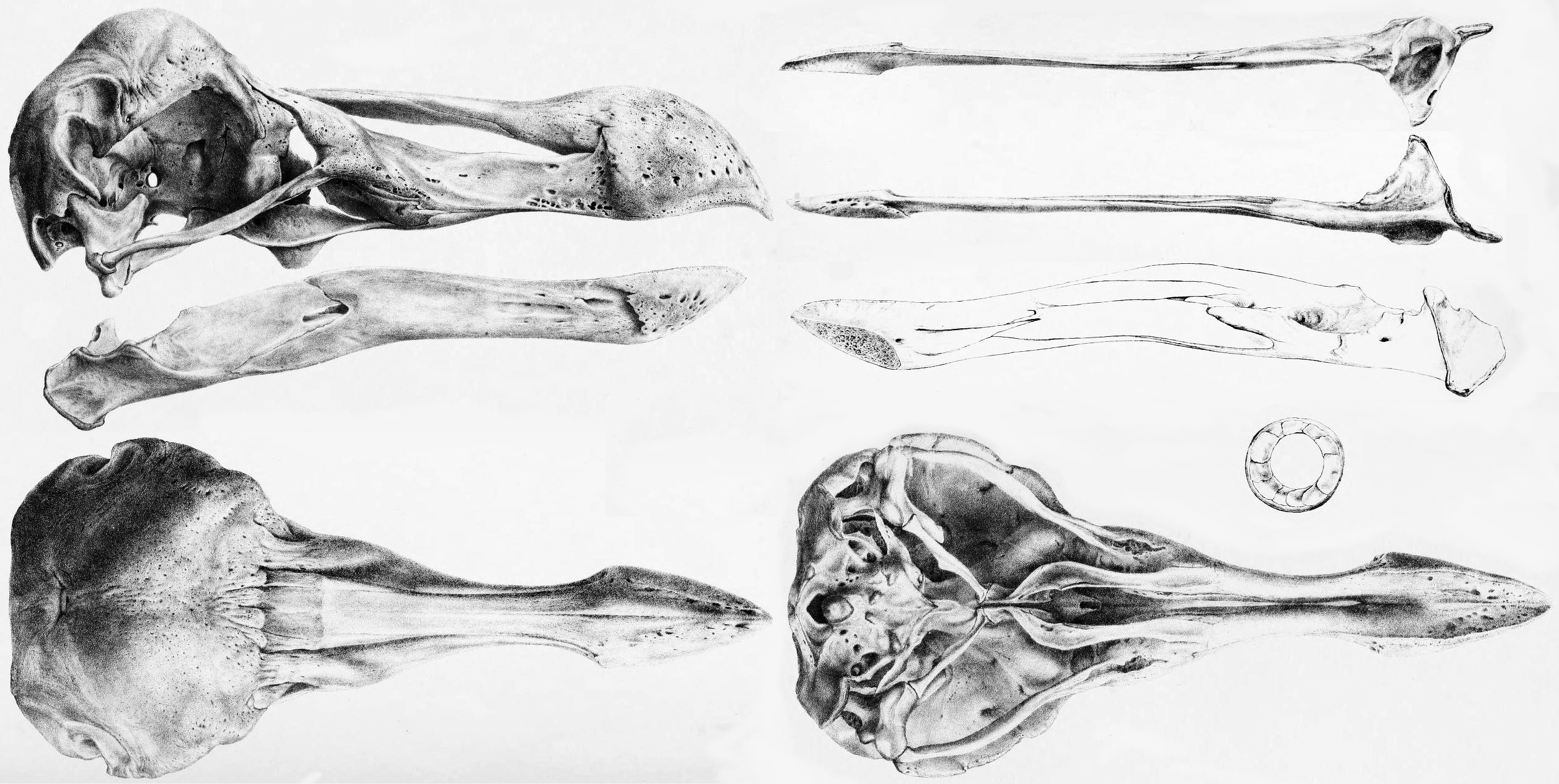
Litografi från 1848 av Oxfordspecimentets skalle, sett från olika håll.

Dronten hade ungefär 19 halskotor och bröstkotor, varav tre var sammanväxta till ett så kallat "notarium", 16 ländkotor (inklusive korsbenet), sex fria svanskotor och en pygostyl. Halsen hade väl anpassade områden för muskel- och ligamentfästen, förmodligen för att stödja det kraftiga huvudet och näbben. På varje sida hade den sex revben, varav fyra  förenade med bröstbenet. Trots att bröstbenet var stort, var det proportionellt litet i förhållande till kroppen, i jämförelse med mindre flygande duvor. Bröstbenet var fullt av håligheter, brett och tvärsnittet var relativt tjockt. Skuldergördelns, skulderbladens och vingens ben var förkrymta i jämförelse med storleken på dem hos flygande duvor, men var även slankare i förhållande till dem hos rodriguessolitären, men inga ben saknades. Det sammanväxta handlovs- och mellanhandsbenen (carpometacarpus) var dock kraftigare hos dronten är hos rodriguessolitären. Bäckenet var också bredare än hos rodriguessolitären och andra närbesläktade duvor men hade jämförbara proportioner med mindre flygande duvor. De flesta ben i tarsen var kraftigare och skiljde sig något i proportionerna på längden än hos dagens duvor och hos rodriguessolitären.
De största skillnaderna i skelettet hos dronten och rodriguessolitären, i förhållande till andra duvor har förklarats med deras flygoförmåga. Bäckenbenen var kraftigare än hos flygande duvor, för att klara av den större vikten, medan stora bröstmuskeln och vingen var pedomorfa, det vill säga underutvecklade och med juvenila drag. Skallen, torson och bäckenet var peramorfa, vilket innebär att de förändrades mycket utifrån ålder. Dronten och rodriguessolitären delade flera likheter, som skallens, bäckenets och bröstbenets anatomi, utöver deras storlek, men skiljde sig på andra sätt, där dronten var kraftigare och kortare, med en större skalle och näbb, rundat skalltak och med mindre ögonhålor. Drontens hals och ben var proportionellt kortare och den saknade den knöl som fanns vid basen av rodriguessolitärens carpometacarpus (.

### Samtida beskrivningar

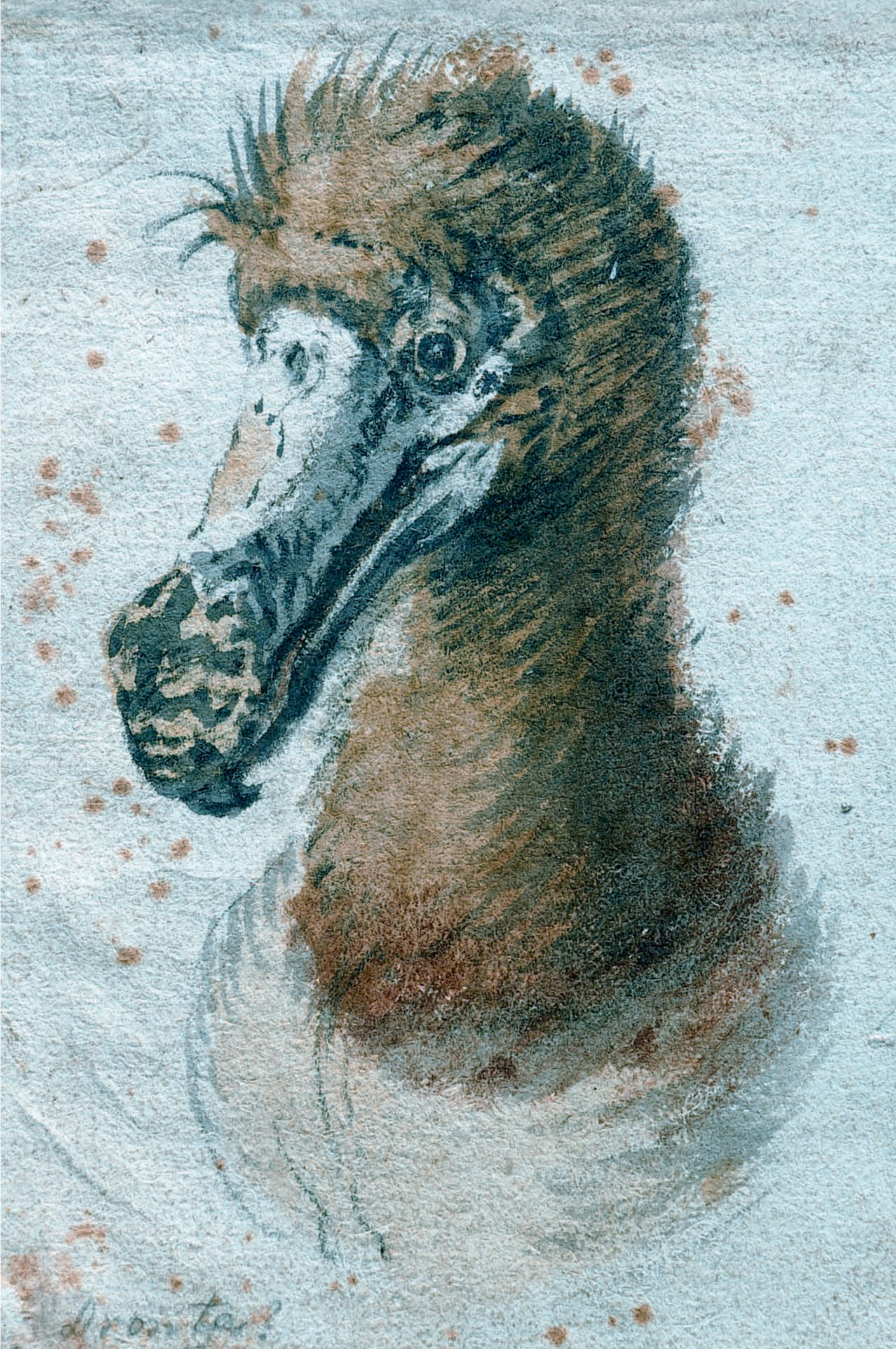
Målning från 1638 av Cornelis Saftleven, vilket är den sista kända avbildningen utifrån ett levande specimen.

Flest samtida beskrivningar av dronten finner man i loggböcker och protokoll från holländska skepp, tillhörande Ostindiska kompaniet som ankrade runt Mauritius under perioden då ön var en nederländsk koloni. Dessa beskrivningar skulle främst fungera som guider för kommande besökare. Få samtida utsagor är tillförlitliga då de flesta verkar vara omskrivningar av tidigare redogörelser och ingen är skriven av en naturvetare. En av de tidigaste texterna härstammar från van Warwijcks loggbok där fågeln år 1598 beskrivs på följande vis:
| ” | (Ungefärlig översättning) "bland de andra var de större fåglarna, så stora som våra svanar, med stora huvuden och på huvudet en hud som en huva; Den hade inga vingar, utan i stället 3 eller 4 svarta vingpennor, och där stjärten borde vara hade den 4 eller 5 krulliga plymer som är gråaktiga. Dessa fåglar kallade de våra för "walghvogels", dels för att ju längre de kokades desto hårdare och segare blev de, förutom buk och bröst som annars var mycket goda; dels för att mängden duvor som de fick, gjorde dem äcklade av fågel". | „ |

En av de mest detaljerade redogörelserna förekommer i Sir Thomas Herberts A relation of some yeares trauaile begunne anno 1626. Into Afrique and the greater Asia... från 1634:
| ” | (Ungefärlig översättning) Här, och endast här och i Dygarroys förekommer dronten, som i storlek och ovanlighet kan mäta sig med Arabiens Fågel Fenix, hennes kropp så rund och fet, få väger mindre än femtio pund - är känd mer som sevärdhet än som föda. Isterbukar kan eftertrakta dem men för finsmakare är de anstötliga och okänliga. Hennes utseende utstrålar melankoli, så känslig för naturens misstag, att forma en så stor kropp, komplementerad med vingar så små och impotenta att de bara tjänar att bevisa hon är en fågel. Halvparten av huvudet är naket och tycks klädd i en fin täckelse, hennes näbb är nedåtböjd, på mitten sitter näsborrarna, från denna del till slutet ljusgrön, blandat med en ljusgul färg; hennes ögon är små, och likt diamanter runda och rullande; hennes fjäderdräkt dunig, hennes stjärt tre små plymer korta och oproportionerliga, hennes ben passar hennes kropp, hennes spår tydliga, hennes aptit kraftig och girig, stenar och järn konsumeras, vars beskrivning, bra representerar uppfattningen om henne. | „ |

### Samtida avbildningar

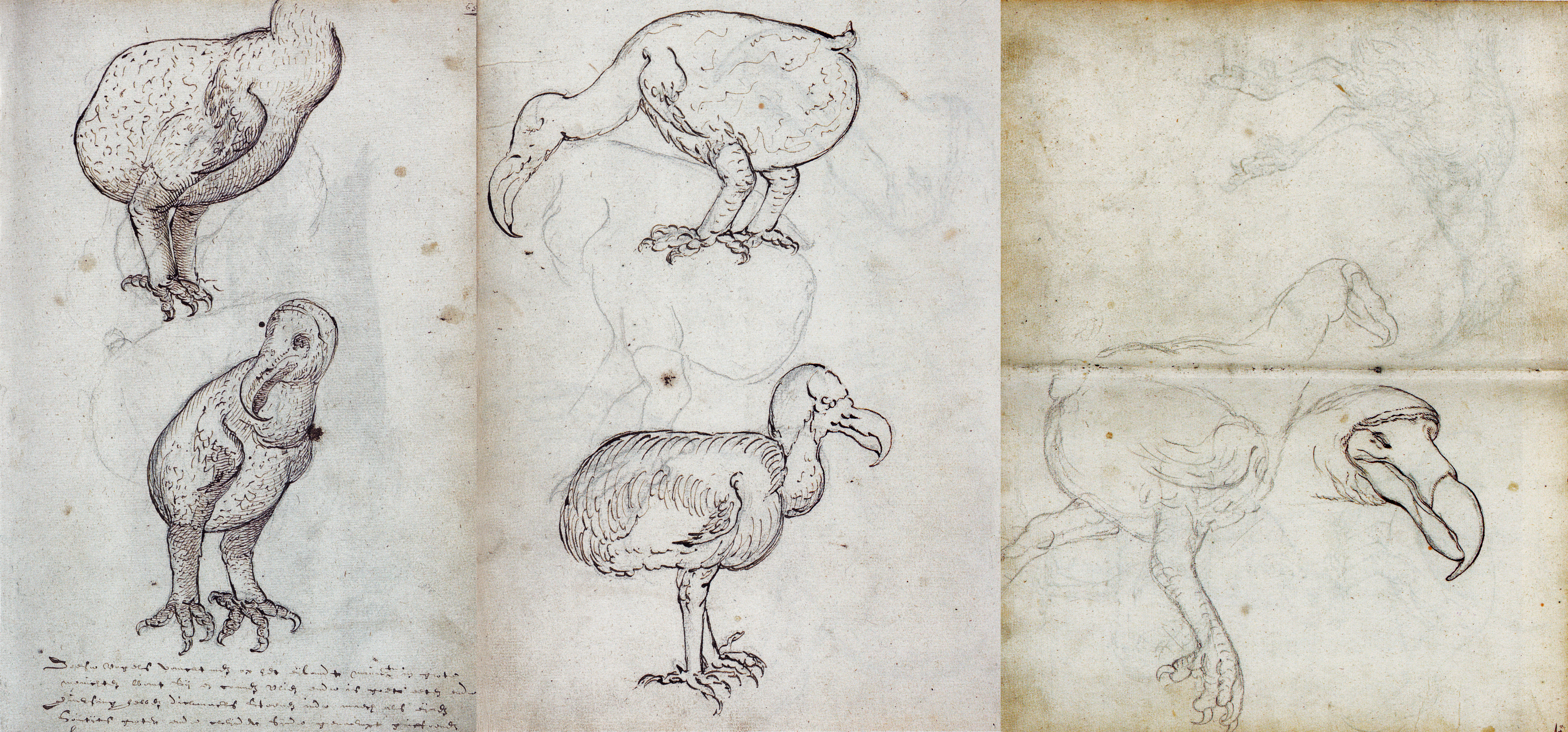
En samling av Gelderland-skisserna från 1601 av levande och nyligen dödade dronter.

Loggböckerna från det holländska skeppet Gelderland (1601–1603), återupptäckta på 1860-talet, omfattar de enda kända skisserna av levande, eller nyligen dödade specimen, ritade på Mauritius. De har tillskrivits den professionella konstnärer Joris Joostensz Laerle, som även avbildade andra fåglar som än idag förekommer på Mauritius, men även till en annan, mindre skicklig konstnär. Utöver dessa teckningar, är det okänt hur många av de tjugotalet 1600-tals-illustrationer som är tecknade utifrån levande eller uppstoppade specimen, vilket påverkar deras trovärdighet.
Den klassiska bilden av dronten som en mycket fet och klumpig fågel kan vara mycket överdriven. Den allmänna uppfattningen bland forskare idag är att många av de äldre europeiska beskrivningar baseras på övergödda fåglar i fångenskap eller dåligt uppstoppade exemplar. Det har också föreslagits att de kanske avbildar dronter som har burrat upp fjäderdräkten. Den holländska konstnären Roelant Savery, som var den mest framstående och inflytelserika drontillustratören, har gjort åtminstone tolv avbildningar av dronter som han ofta placerade i nedre hörnet av bilden. En känd målning av honom härstammar från 1626, vilken numera kallas Edwards dront då den en gång i tiden ägdes av ornitologen George Edwards, och har idag blivit standardbilden av hur en dront ska se ut. Målningen finns idag på Naturhistoriska museet i London. Den föreställer en utpräglat fet fågel och har varit förlaga för många senare illustrationer.

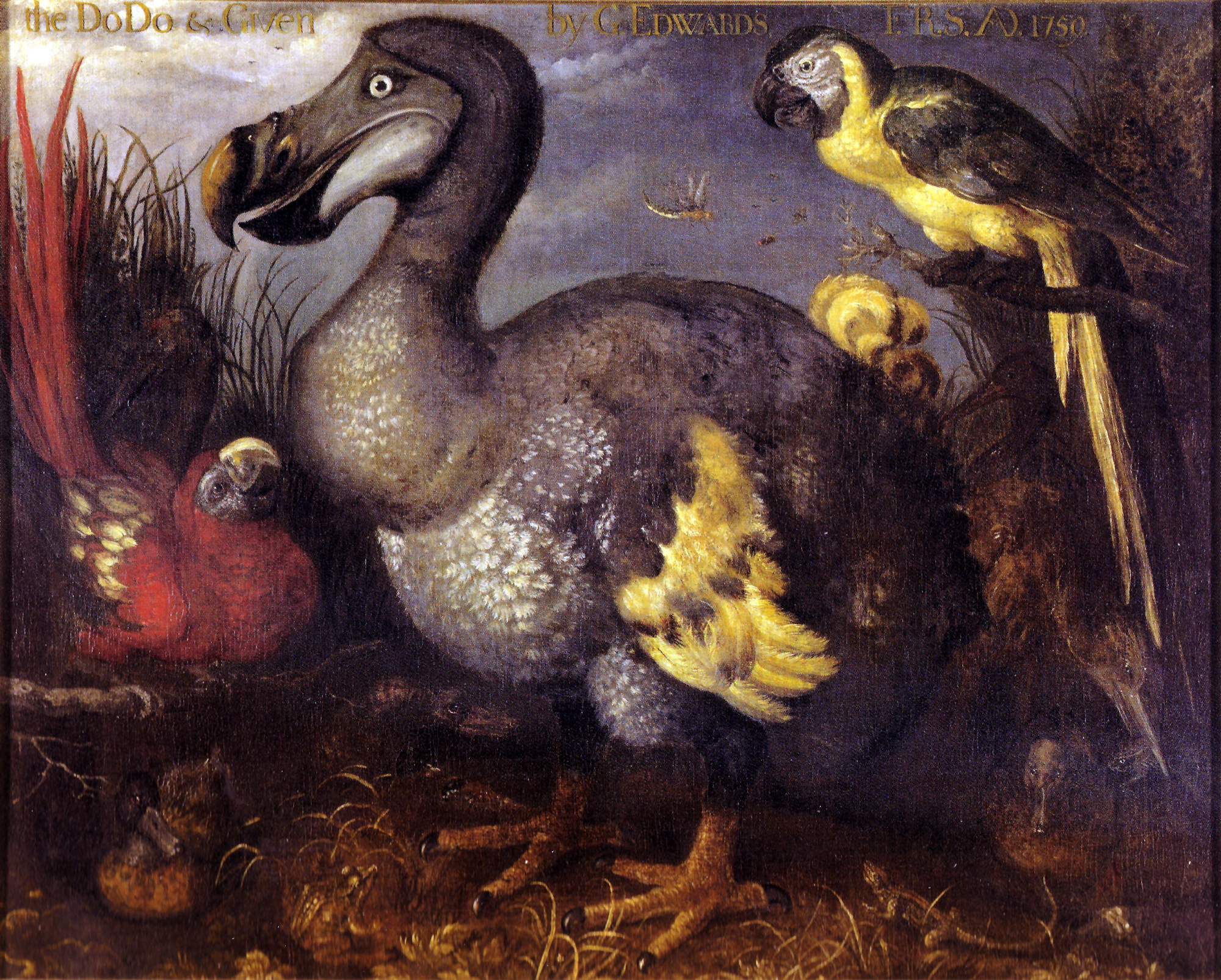
Den kända målningen Edwards dront, av Savery från 1626.

En indisk mogulmålning som återfanns i Sankt Petersburg på 1950-talet föreställer en dront tillsammans med indiska fåglar. Den avbildar en smalare, brunaktig fågel, och målningens upphittare A. Iwanow, tillsammans med den brittiska paleontologen Julian Hume anser att den representerar en mer korrekt avbildning av en levande dront; de andra fåglarna runt om dronten är identifierbara och avbildade med korrekta färger. Målningen tros härstamma från 1600-talet och har tillskrivits konstnären Ustad Mansur. Den avbildade fågeln levde förmodligen i stormogulen Djahangir menageri som fanns i Surat, där den engelska upptäcktsresande Peter Mundy också påstår sig ha sett två dronter någon gång mellan 1628 och 1633. År 2014 återfanns ännu en indisk illustration av en dront men den visade sig vara baserad på en tysk illustration från 1836.
Alla avbildningar efter 1638 verkar vara beserade på tidigare illustrationer, vilket sammanfaller med utsagor om att dronten började bli ovanligare. Olikheter i avbildningar ledde ornitologer som Anthonie Cornelis Oudemans och Masauji Hachisuka att spekulera i sexuell dimorfism, ontogena egenskaper, säsongsvariationer, men även kring förekomsten av flera arter, men alla dessa teorier har idag avfärdats. Eftersom detaljer som näbbens färg, formen på stjärtfjädrarna och färgen på fjäderdräkten varierar i olika utsagor så är det omöjligt att avgöra dess exakta morfologi, huruvida de utgör skillnader i ålder eller kön eller om de ens avspeglar verkligheten. Hume hävdade att näsborrarna på den levande dronten måste ha varit springor som i Gelderland-teckningarna, Cornelis Saftlevens, Saverys Crocker Art Gallery och Ustad Mansurs illustrationer. Utifrån detta påstående skulle avbildningar med öppna näsborrar, som ofta ses i målningar, vara ett tecken på att de är avbildningar av uppstoppade specimen. På de flesta avbildningar hålls vingen utsträckt, till skillnad från hur flygande duvor håller sina vingar, men i likhet med strutsfåglarna.

## Ekologi

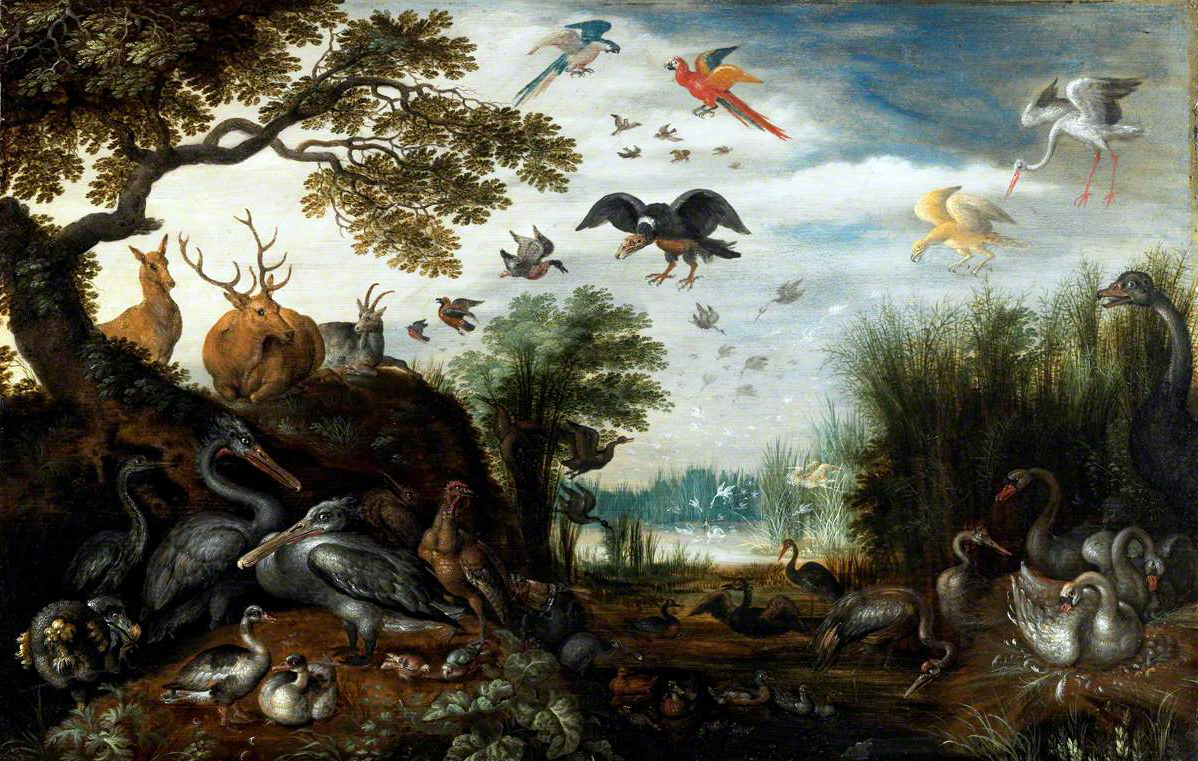
Dront som putsar sig, i nedre vänstra hörnet på Saverys målning från 1626.

### Beteende
Lite är känt om drontens beetende eftersom flertalet samtida beskrivningar är mycket kortfattade. Baserat på fågelns vikt har studier indikerat att hanarna kan ha nått en ålder av 21 år och honorna 17 år. Studier av benen indikerar att de kunde springa ganska snabbt. Benen var kraftiga och starka för att bära upp den tunga kroppen, men gjorde även att de lätt och smidigt kunde röra sig i den täta undervegetationen. Även om dess vingar var små, visar välutvecklade muskelärr på skelettet att de inte bara var ett rudimentärt organ utan kan ha använts för uppvisningsbeteende eller för att hålla balansen; andra duvor använder sina vingar i sådana syften. Till skillnad från rodriguessolitären finns det inga bevis för att dronten ska ha använt sina vingar i strid mot artfränder. Det finns visserligen drontben som visar på läkta frakturer, men dess bröstmuskler var svaga och vingen var mer tillbakabildad än hos rodriguessolitären. Eventuellt använde istället dronten sin stora, böjda näbb för att revirhävda sig. Eftersom Mauritius är regnigare och har mindre säsongsvariation än Rodrigues, så var förmodligen födoresurserna bättre på Mauritius vilket hypotetiskt minskar anledningen för dronten att utveckla aggressivt territoriellt beteende, varför rodriguessolitären förmodligen var den mer aggressiva av de två.

### Habitat

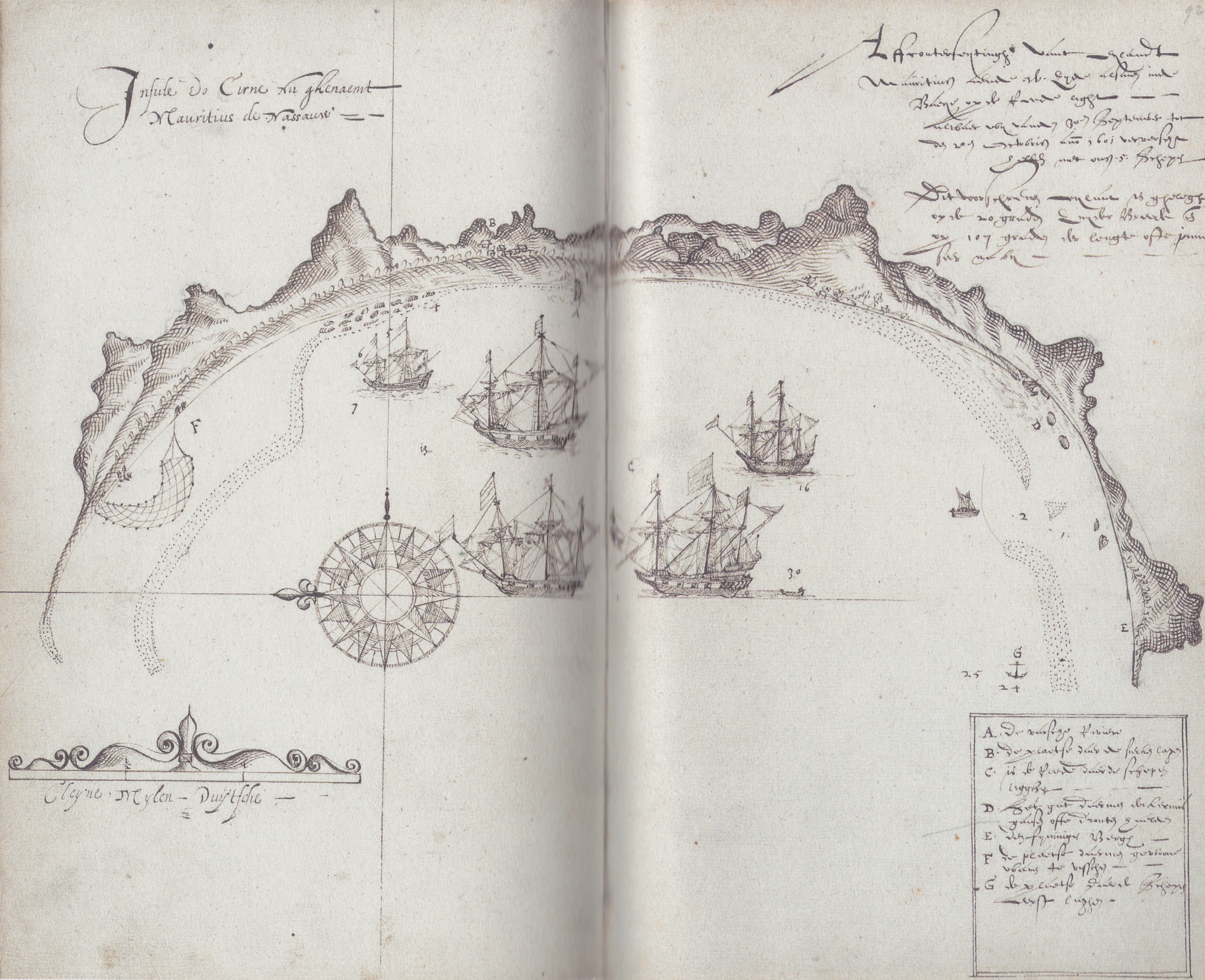
Karta över Mauritius från 1601, där det lilla D:et visar var dronter hade observerats.

Vilket habitat som dronten föredrog är okänt, men äldre skildringar indikerar att den levde i skogar i torra kustnära områden på södra och västra Mauritius. Denna uppfattning stärks av det faktum att sumpmarken Mare aux Songes, där flest lämningar av dronten har återfunnits, ligger i närheten av havet på sydöstra Mauritius. Ett så pass litet utbredningsområde på ön kan ha bidragit till fågelns utdöende. En karta från 1601, som finns i en loggbok från Gelderland visar en liten ö utanför Mauritius kust där dronten jagades. Julian Hume har föreslagit att denna ö var Île aux Bénitiers i Tamarin Bay, på Mauritius västkust. Subfossila ben har även återfunnits i grottor i höglandsområden vilket indikerar att de en gång i tiden även förekommit uppe i bergsområden. Studier vid Mare aux Songes har visat att habitatet dominerades av det endemiska calvariaträdet, träd av släktet Pandanus och endemiska palmer. Sumpmarkens kustnära placering och fuktighet ledde till en stor mångfald av växter, medan omkringliggande områden var torrare.
Många av Mauritius endemiska arter dog ut efter att människan anlänt till ön, vilket gör dess ekosystem svårt skadat och svårrekonstruerat. Innan människan kom dit var ön täckt av skogar men mycket lite av dessa återstår på grund av avskogning. Den överlevande endemiska faunan är än idag starkt hotad. Dronten levde samtidigt med andra nyligen utdöda fågelarter på ön, som den flygoförmögna rödrallen, korppapegojan, gråparakit, mauritiusblåduva, mauritiusuggla, maskarensothöna, mauritiusgås, maskarenkricka och mauritiusnatthäger. Reptiler som dött ut på ön är bland annat jättelandsköldpaddorna Cylindraspis inepta och Cylindraspis triserrata, ödlan Leiolopisma mauritiana och ormen Bolyeria multocarinata. Flyghunden Pteropus subniger och snigeln Tropidophora carinata förekom på Mauritius och Réunion men försvann från båda öarna efter människans ankomst. Exempel på växter som dött ut är Casearia tinifolia och orkidéen Angraecum palmiforme.

### Föda
Ett holländskt brev från 1631 som länge befarades vara försvunnet, men som återfanns 2017, är det enda kända dokumentet som redogör för drontens föda, men nämner även att näbben användes för försvar. Brevet använder sig av ordlekar och antropomorfism där dronten beskrivs som en välmående borgmästare:
| ” | Borgmästarna är storartade och stolta. De mötte oss med obevekliga, barska ansikten och vidöppna munnar, med mycket sorglös och fräck hållning. De ville inte flytta på sig; munnarna var deras vapen som de kunde bita hårt med. Dess föda var rå frukt; de var inte välklädda, men runda och feta, varför vi förde många ombord till allas belåtenhet. | „ |

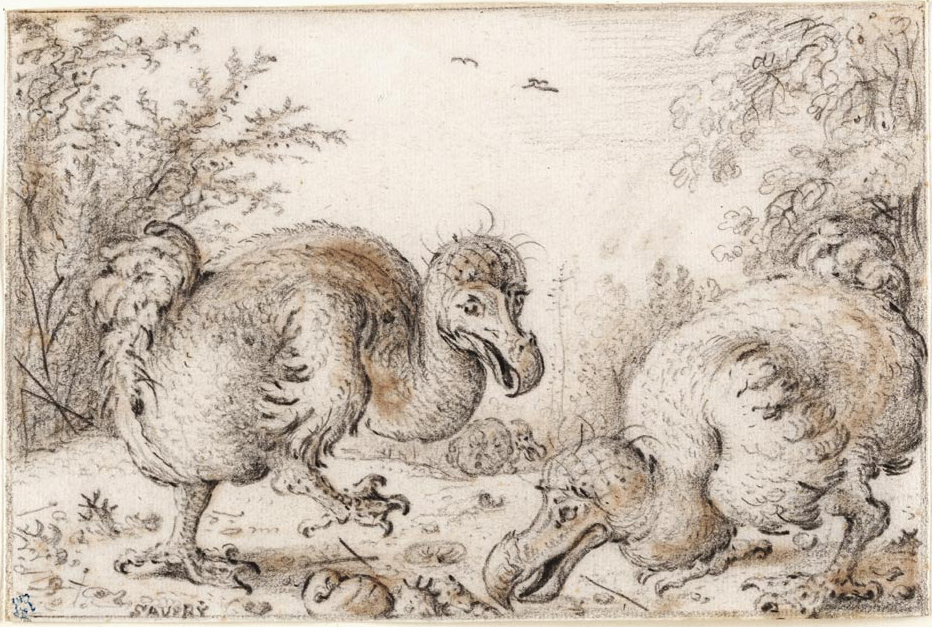
Saverys skiss av tre dronter från cirka 1626 (Crocker Art Gallery).

Utöver fallfrukt åt dronten förmodligen även nötter, frön, knoppar och rötter. Det har även föreslagits att den kan ha ätit krabbor och skaldjur, likt dess släktingar kronduvorna. Deras föda bör ha varit ganska mångsidig eftersom fångade fåglar måste ha matats med ganska olika föda på de långa resorna på haven. Oudemans menar att eftersom Mauritius har tydliga torr- och regnperioder, så bör dronten förmodligen ha ätit upp sig på mogna frukter vid slutet av regnperioden för att överleva torrperioden, då föda var mer sällsynt. Samtida källor beskriver även deras stora aptit. France Staub antog att de främst levde av palmfrukter och han försökte rekonstruera drontens fettperioder utifrån olika palmers fruktcykel.
Skelettdelar från käken indikerar att över- och underkäke kunde röra sig fritt i förhållande till varandra vilket måste ha påverkat deras födobeteende. Hos idag levande fåglar, som hos fruktätande duvor hjälper en rörlig förkäke (premaxillarben) vid konsumtion av större födoämnen. Näbben verkar även han klarat av hög belastning vilket möjliggjorde konsumtion av hård föda. År 2016 genomfördes den första datortomografin av drontens hjärna vilket visade att trots att den påminner om andra närbesläktade duvors hjärnor så hade dronten en förhållandevis stor luktlob. Detta gav dronten en god luktförmåga som kan ha hjälpt dem att lokalisera frukt och små byten.

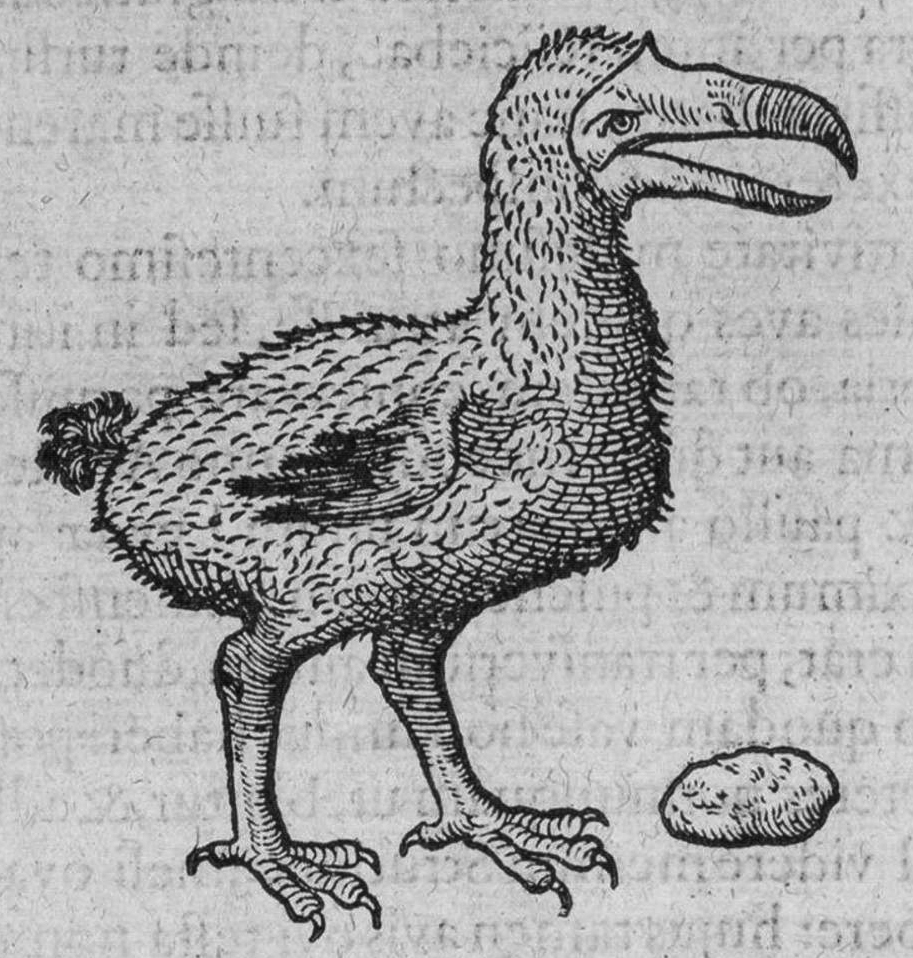
Dront tillsammans med sin gastrolit, av Carolus Clusius från 1605; en kopia från en illustration av Jacob van Neck.

Flera samtida källor hävdar att dronten använde gastroliter för att underlätta matsmältning. Den engelska författaren Sir Hamon L'Estrange bevittnade en levande fågel i London och beskrev det på följande sätt:
| ” | Kring 1638, när jag gick på Londons gator, såg jag bilden av ett underligt fjäderfä på en bit tyg och jag, tillsammans med en eller två andra gick in för att titta. Den hölls i en kammare, och var ett stort fjäderfä något större än den största kalkontuppen, med liknande ben och fötter, men bastantare, tjockare och mera upprätt, färgad på bröstet som en ung fasantupp och på ryggen en "dunn" eller "deare"-färg. Ägaren kallade den för en "dodo", och i kanten av en eldstad i kammaren fanns en hög med småstenar, som han matade den med inför oss, många av dem stora som muskotnötter, och ägaren påstod att hon äter dem (för att förenkla matsmältningen), och trots att jag inte kommer ihåg hur mycket ägaren ifrågasattes om detta, är jag ändå övertygad om att hon gjorde sig av med alla efteråt. | „ |

Det är inte känt hur ungarna matades, men besläktade duvor föder upp sina ungar med krävmjölk. Samtida illustrationer avbildar dronten med en stor kräva, som förmodligen användes för att förvara föda och för att producera krävmjölk. Det har föreslagits att maxstorleken hos dronten och solitärfågeln begränsades av hur mycket krävmjölk de kunde producera till sina ungar.

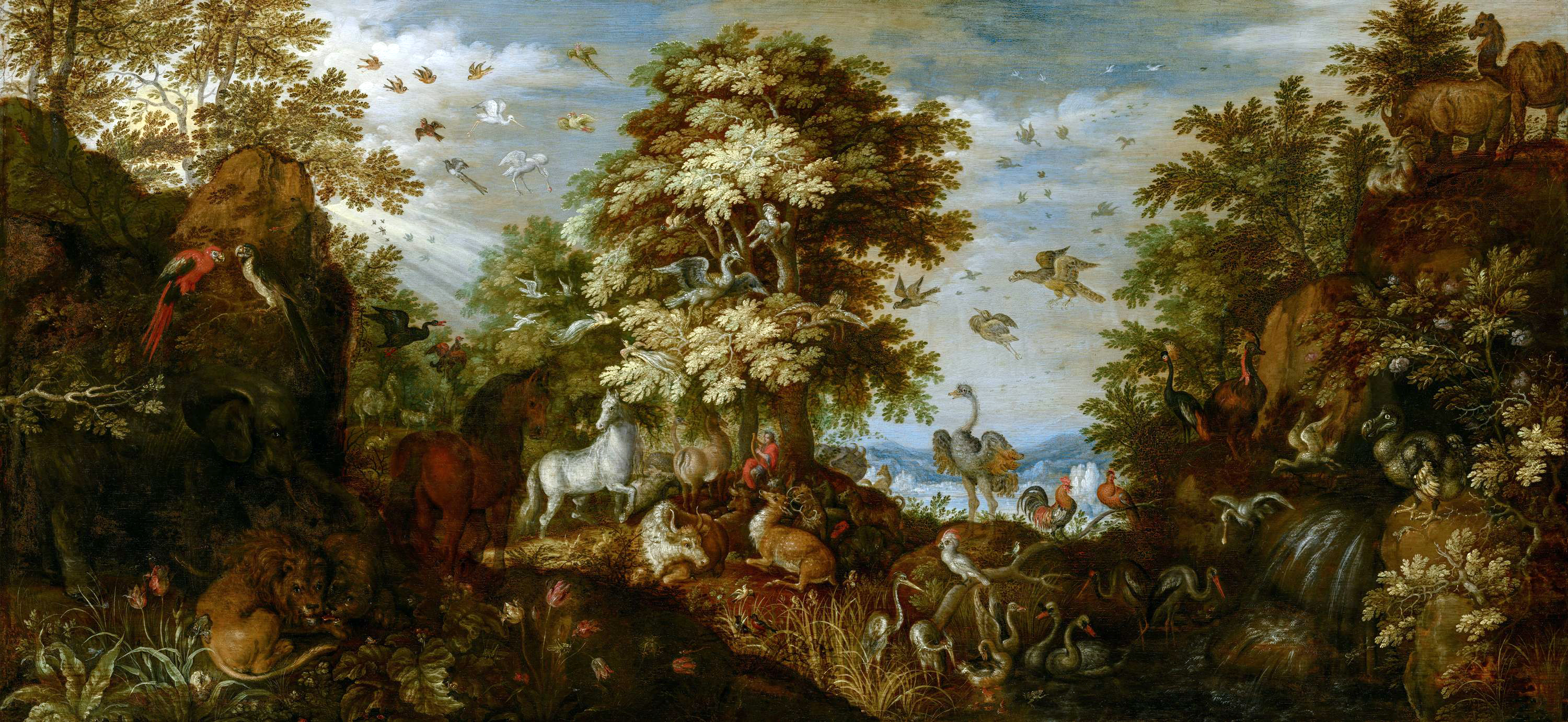
Saverys målning Orfeus tjusar djur med musik, där man ser en dront till höger om mitten.

Stanley Temple lade 1977 fram hypotesen att calvariaträdet, endemiskt för Mauritius, som kan bli flera hundra år gamla och som vid den här tiden befarades vara utrotningshotat, var beroende av dronten då dess frön bara kunde gro om den passerat via drontens matsmältningssystem. Hypotesen visade sig vara felaktig..
Den brasilianska ornitologen Carlos Yamashita lade 1997 fram teorin att korppapegojan kan ha varit beroende av dronten och  Cylindraspis-sköldpaddor som båda åt palmfrukter, vars kärnor de sedan lämnade efter sig i sin avföring, och som i sin tur blev föda åt papegojan. Anodorhynchus-papegojor var tidigare, på ett liknande sätt beroende av den utdöda sydamerikanska megafaunan men förlitar sig idag på boskap för denna uppgift.

### Häckning
Då dronten var flygoförmögen, markbunden, och det inte fanns några däggdjurspredatorer eller andra naturliga fiender på Mauritius, så placerade förmodligen dronten sitt bo på marken. En utsaga från 1651 av François Cauche är den enda kända som beskriver deras ägg och läte:

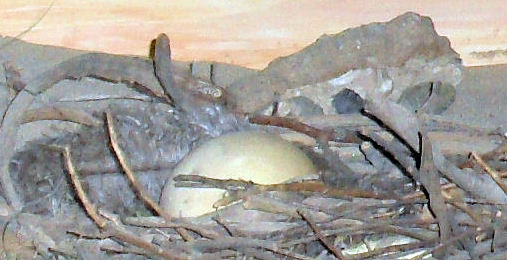
Replik av hur ett drontägg tros ha sett ut, i ett rekonstruerat bo, på East London Museum i Sydafrika.

| ” | Jag har på Mauritius sett fåglar större än svanar, utan fjädrar på kroppen som är täckt med svart dun; bakdelen är rund, stjärten utsmyckad med krulliga fjädrar, lika många som fågeln är gammal. På vingarnas plats har den liknande fjädrar, svarta och krulliga. De saknar tunga, näbben är stor, lite nedåtböjd; deras ben är långa, fjälliga, med bara tre tår på varje fot. Den har ett läte som en gässling, och är inte alls så smakliga att äta som flamingon och änderna som vi tidigare har pratat om. De lägger bara ett ägg som är vitt, med samma storlek som en brödbulle ("se Penny bun"), vid vilket de lägger en vit sten ungefär stor som ett kycklingägg. De lägger ägget på gräs som de samlar in, och placerar sitt bo i skogen; om man dödar ungen, finner man en grå sten i muskelmagen. Vi kallar dem ägg från Nasaret. Fettet är utmärkt för att mjuka upp muskler och nerver. | „ |

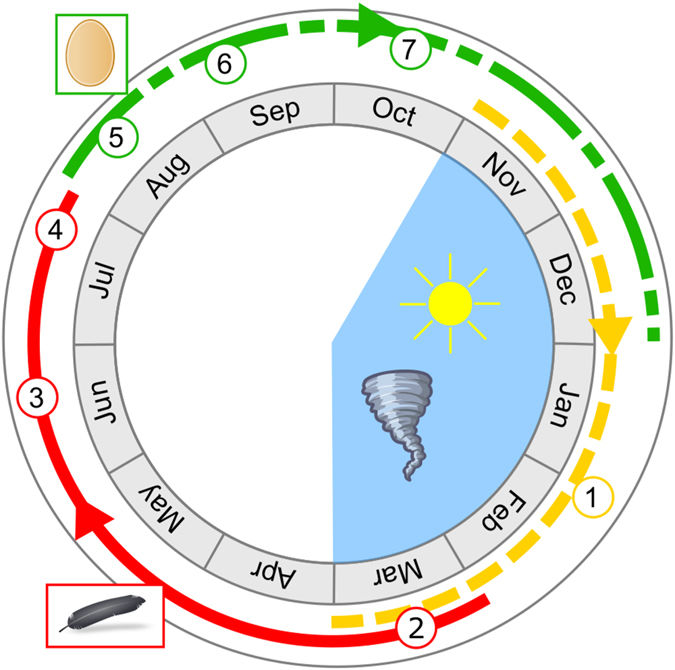
Diagram som illustrerar drontens livscykel.
- Blått representerar södra halvklotets sommar då stormar infaller mellan november och mars.
- Gul linje representerar perioden då bentillväxt inföll.
- Röd linje representermöjlig ruggningsperiod.
- Grön linje representerar den förmodade häckningsperioden.
1. LAG-tillväxt.
2. Ruggningen påbörjas.
3. En blandning av dunig fjäderdräkt och nya fjädrar vilket omskrivs i det historiska materialet.
4. Slutet av ruggningsperioden, då alla fjädrar är bytta vilket beskrivs i det historiska materialet.
5. Hos honorna startar häckningsperioden med ägglossning.
6. Äggen läggs - kläckningen sker senare.
7. Kycklingarna växer fort innan nästa cyklonsäsong.

Cauches utsaga är problematiskt eftersom han påstår att dronten saknade tunga och hade tre tår vilket inte stämmer. Detta fick några att anta att han beskrev en ny art av dront, som döptes till "Didus nazarenus". Ett ägg som påstods härstamma från dronten finns på museet East London i Sydafrika. Det donerades av Marjorie Courtenay-Latimer, vars gammelmoster/faster hade fått det av en kapten som hävdade att han funnit det i ett träsk på Mauritius. 2010 genomfördes en genetisk studie av ägget som indikerade att det kan röra sig om ett obefruktat strutsägg.
Utifrån möjligheten att kullen kanske bara bestod av ett ägg och utifrån fågelns storlek, har det föreslagits att dronten var K-selekterad, det vill säga att den producerade få bostannande ungar som krävde föräldrarnas vård tills de var adulta. Vissa indicier, som storlek och att tropiska och fruktätande fåglar har långsam tillväxt indikerar att dronten kan ha haft en utdragen utvecklingsfas. Något som indikerar motsatsen är att man inte lyckats finns en enda juvenil dront i Mare aux Songes vilket kan bero på att de producerade få ungar, men att dessa hade en snabb tillväxt och snabbt blev adulta samtidigt som häckningsområdet kanske befann sig långt från sumpmarken och att risken att fastna i dyn var säsongsbunden.
För att utröna hur drontens livscykel kan ha sett ut utfördes år 2017 en histologisk studie utifrån tunt skivade drontben, jämförande studier med idag förekommande djur på Mauritius, lokal ekologi och samtida utsagor. Studien föreslog att dronten häckade kring augusti månad, kanske efter att den hade ätit upp sig, vilket korresponderar väl med fett- och magerperidorna för många ryggradsdjur på Mauritius. Studien menade vidare att ungarna växte snabbt och nådde nästan adult storlek och sexuell mognad före södra halvklotets sommar och cyklonsäsongen. Efter sommaren och häckningen, ungefär i mars, ruggade de adulta dronterna. Fjädrarna på vingar och stjärt byttes först, och ruggningen bör ha varit avslutad i slutet av juli, i tid för nästa häckningssäsong. Olika ruggningsstadier kan vara orsak till de många motsägelsefulla samtida beskrivningarna av drontens fjäderdräkt.

## Dronten och människan

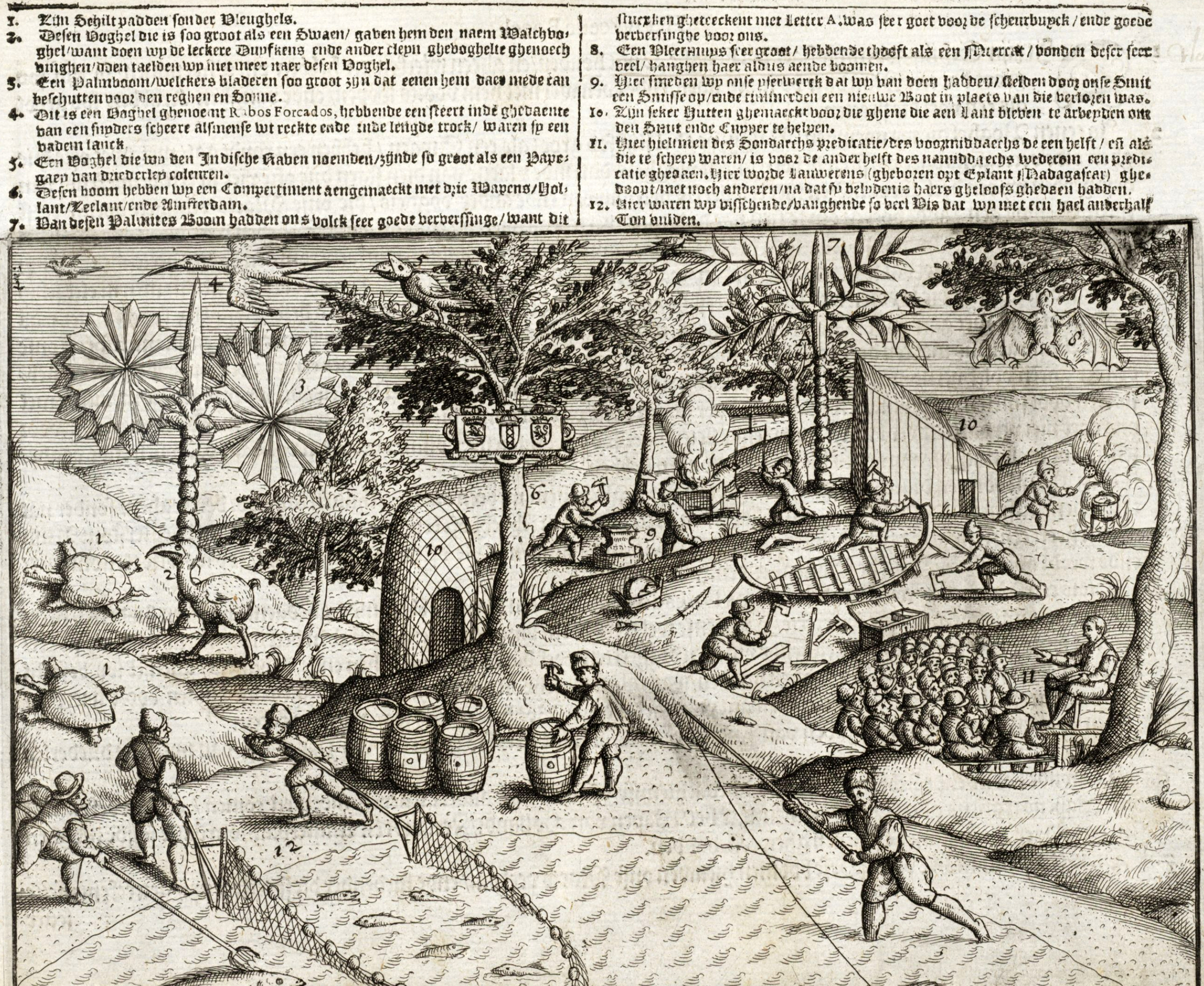
Gravyr från 1601 föreställande holländska sjömän som arbetar på Mauritius, och till vänster vid siffran två syns den första publicerade avbildningen av en dront.

På medeltiden besöktes Mauritius av arabiska fartyg och mellan 1507 och 1513 av portugisiska, men inga av dessa sjömän bosatte sig på ön. Det finns inga kända uppgifter om dronten från dessa besök, men den portugisiska sjömannen Domingo Fernandez Pereira kallade ön Ilha Do Cerne ("Svanarnas ö") vilket skulle kunna referera till dronten. Republiken Förenade Nederländerna förvärvade Mauritius 1598, döpte om ön efter Moritz av Oranien, och lät därefter fartyg ur Nederländska Ostindiska Kompaniet bruka den för proviantering. De äldsta kända uppgifterna om dronten härrör från holländska resenärer under den andra holländska expeditionen till Indonesien 1598, ledd av amiral Jacob Cornelisz van Neck. Dessa uppgifter förekommer i en rapport publicerad 1601, som även innehåller den första publicerade bilden av fågeln. Sjömännen som nådde Mauritius hade varit till sjöss under lång tid så deras främsta intresse för dronten var som föda. I en skeppsbok från 1602 av Willem Van West-Zanen på skeppet Bruin-Vis skriver han att 24–25 dronter fångades för att bli mat, och att dessa var så stora att två räckte för att mätta manskapet, och att det som ändå blev över saltades in för konservering. En illustration som gjordes till den publicerade version av denna skeppsbok, utgiven 1648, visar en dront, en dugong och möjligen även en gråparakit

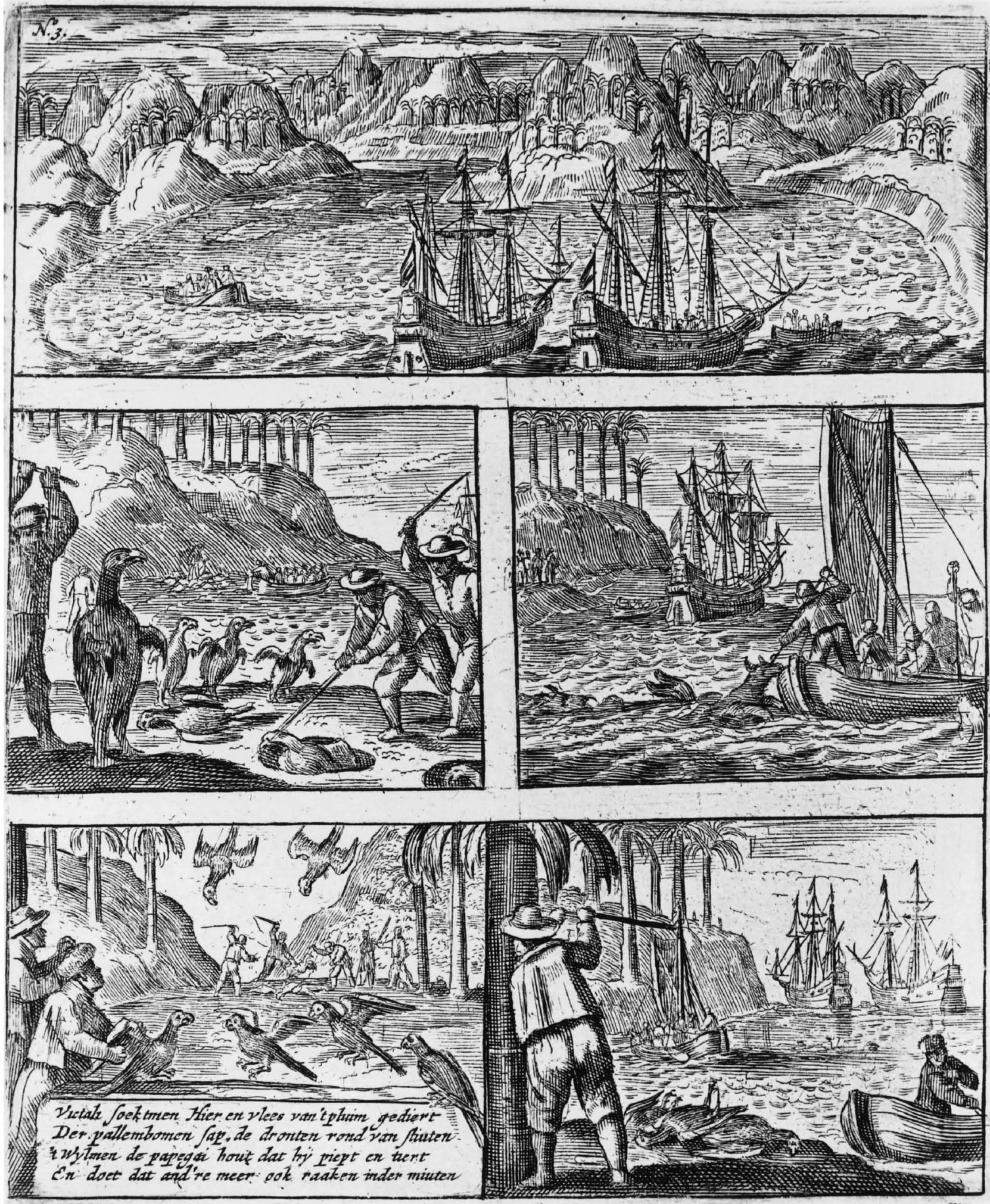
Gravyr från 1648 som visar dödande av dronten (vänstra rutan i mittenraden) och andra idag utdöda djur från Mauritius. Det är talande att dronten felaktigt avbildas som om den vore pingvinlik.

Vissa tidiga resenärer beskrev drontköttet som osmakligt och föredrog att äta öns papegojor och duvor medan andra beskrev det som segt men gott. Vissa jagade dronten bara för att äta muskelmagen som ansågs vara den mest välsmakande delen på fågeln. Dronten var lätt att fånga, men jägarna var tvungna att vara försiktiga så att de inte blev bitna.
230 år före Charles Darwins teori om evolution fick drontens och rödrallens anatomi Peter Mundy att spekulera:
| ” | Av dessa två typer av ovan nämnda fjäderfän, för vi bör veta det, inte någon av dem finns att finna utanför denna ö, som ligger omkring 100 leagues från St. Lawrence. En fråga kan vara befogad hur kan de vara här och inte någon annanstans, vara så långt från annat land utan att varken kunna flyga eller simma. Är de en blandning av arter som resulterar i konstiga och monstruösa former, eller är det klimatet och jorden som under lång tid förändrar den ursprungliga formen. | „ |

### Dronter som fördes till andra länder

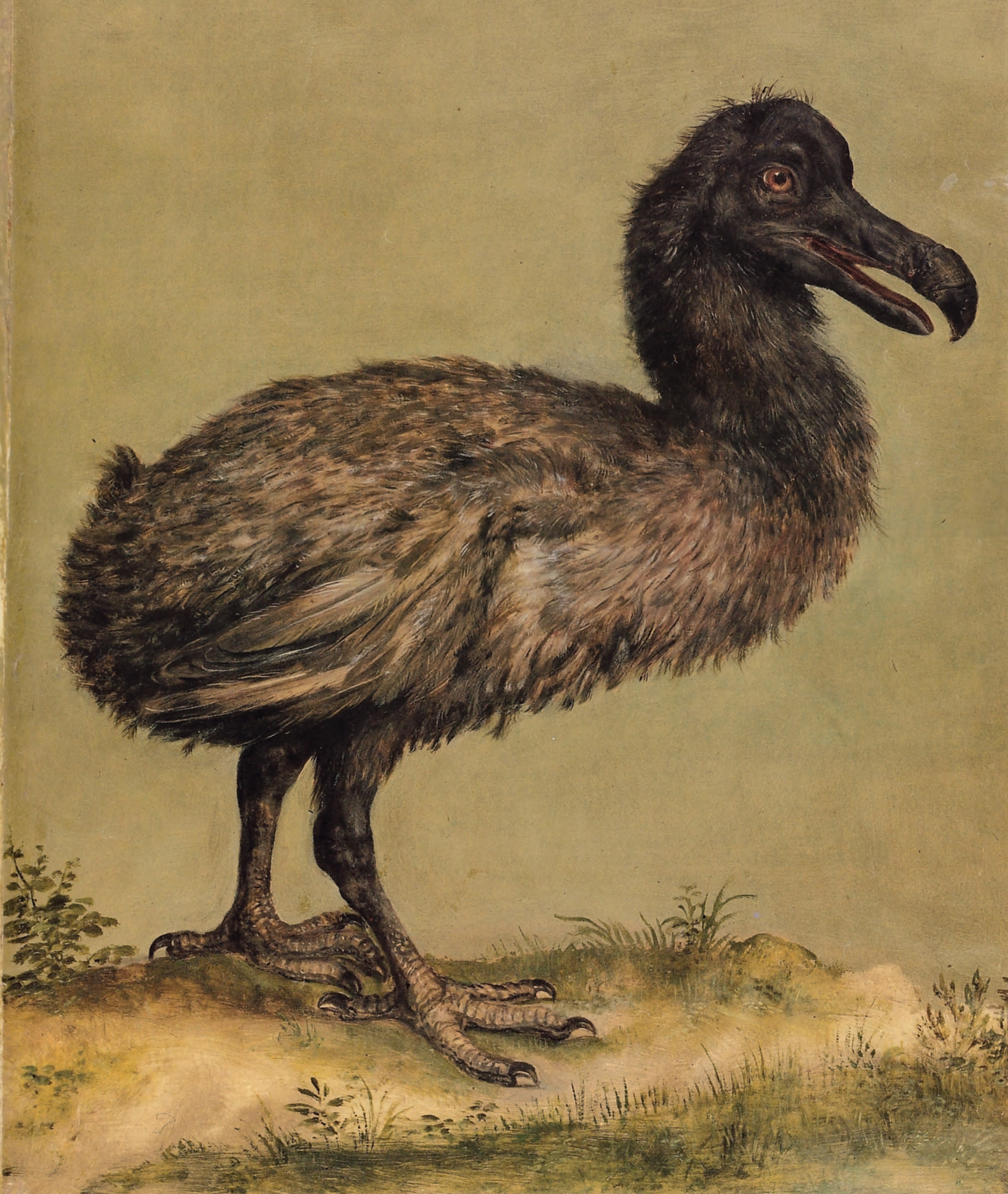
Målning av Jacob Hoefnagel från tidigt 1600-tal av individ från den tysk-romerska kejsaren Rudolf II:s samling i Prag.

Dronten var så pass intressant för sin samtid att levande fåglar skeppades till Europa och Asien. Antalet som överlevde resan är okänt och det är oklart hur de förhåller sig till de få ickefossila lämningar som finns bevarade på europeiska museer. Baserat på en kombination av samtida källor, målningar och museala specimen har Julian Hume i en studie lagt fram hypotesen att minst elva individer nådde sina tilltänkta mål levande.
Hamon L'Estranges berättelse om en dront som han 1638 såg i London är den enda kända källan som förtäljer om en levande individ i Europa. Adriaen van de Venne ritade en dront 1626 som han hävdar att han såg i Amsterdam, men han förklarar inte om han såg den i livet, och hans avbildning påminner om Saverys Edwards Dront. Peter Mundy såg två levande fåglar i Surat i Indien under åren 1628 och 1634, varav en kan vara den som Ustad Mansur avbildade ungefär 1625. 1628 besökte Emmanuel Altham Mauritius och skickade ett brev till sin bror i England:
| ” | Käre broder, vi var beordrad av sagda rådman att bege oss till en ö som heter Mauritius, som ligger på 20 grader sydlig breddgrad dit vi anlände den 28:e maj. Denna ö har många getter, svin och kor, och en mycket konstig fågel, kallad av portugiserna för dront ("Dodo"), och som är så ovanlig att dess like inte finns någon annanstans i världen än här. Jag har skickat dig en med Mr. Perce, som anlände till denna ö med skeppet William den 10:e juni. [I marginalen av brevet] Av Mr. Perce ska du få en tunna med ingefära till min syster, pärlor till min kusins döttrar och en fågel som kallas för dront ("Dodo"), om den är i livet. | „ |

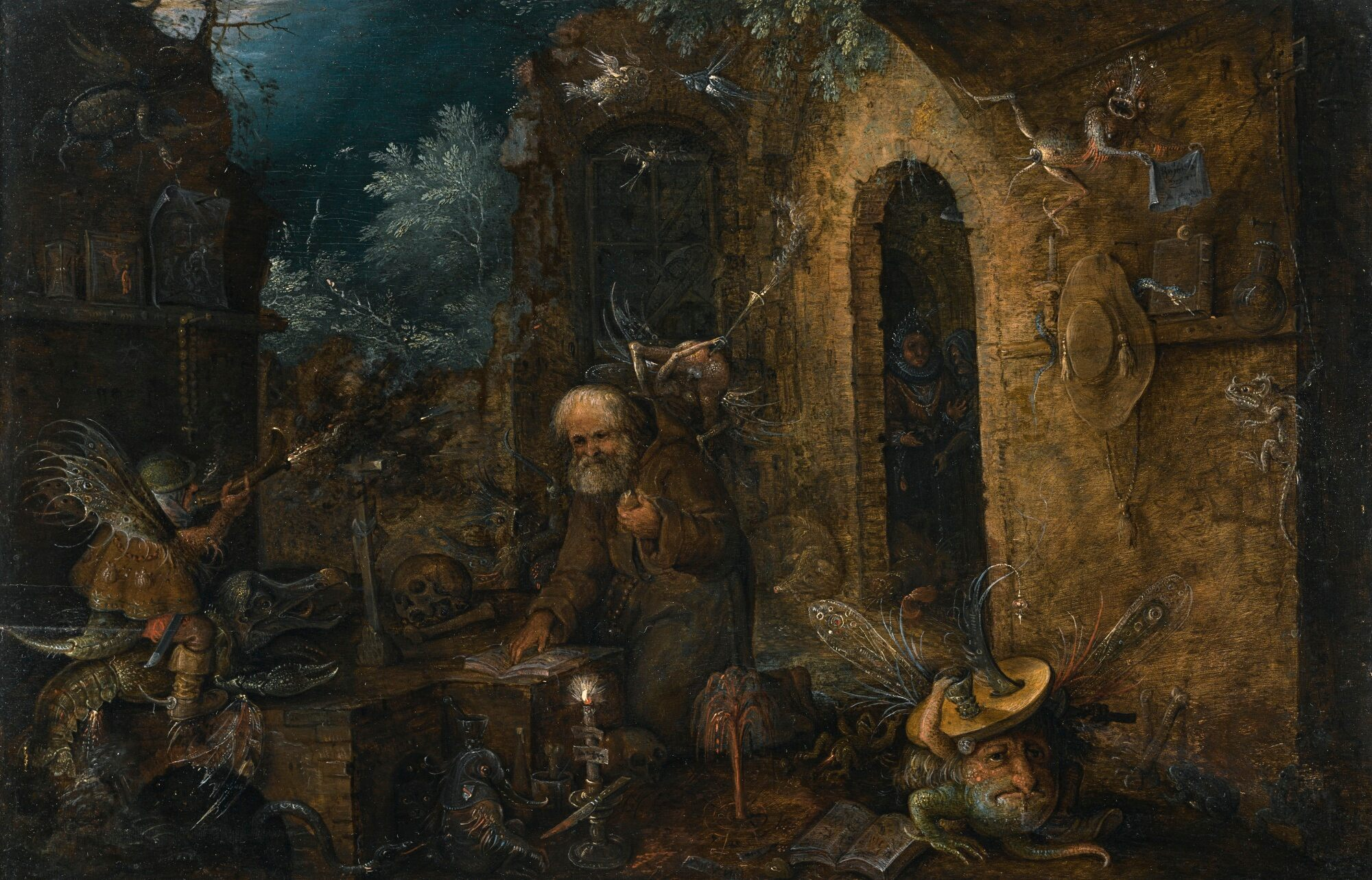
Saverys Den helige Antonius frestelse från cirka 1611–1613, som omfattar en hummer med dronthuvud i nedre vänstra hörnet, förmodligen avbildad efter ett torkat specimen.

Om denna dront överlevde resan är oklart och själva brevet förstördes i en brand på 1800-talet.
Den äldsta kända bilden av en dront i Europa härrör från cirka 1610 och ingår i en samling målningar av furste Rudolf II:s menageri i Prag. Denna samling omfattar även andra djur från Mauritius, däribland en rödrall. Dronten, som kanske är juvenil, verkar vara torkad eller balsamerad, och har förmodligen varit en del av furstens zoo. Det faktum att hela fågeln är uppstoppad indikerar att den levt och dött i Europa eftersom det är mycket osannolikt att ster fanns ombord på någon av skeppen som nådde Mauritius, och kunskapen om att bevara specimen i sprit användes inte under denna tid. De flesta tropiska djur bevarades genom att huvud eller fötter torkades.
En dront ska 1647 även ha skickats till Nagasaki i Japan. Länge var det oklart om den över huvud taget nådde fram. Samtida dokument som först publicerades 2014 bevisar historien och visar att den anlände levande till Japan. Den var ämnad som en gåva och värderades lika mycket som en vit hjort eller en besoar. Det är den sista kända levande individen i fångenskap.

### Utdöende

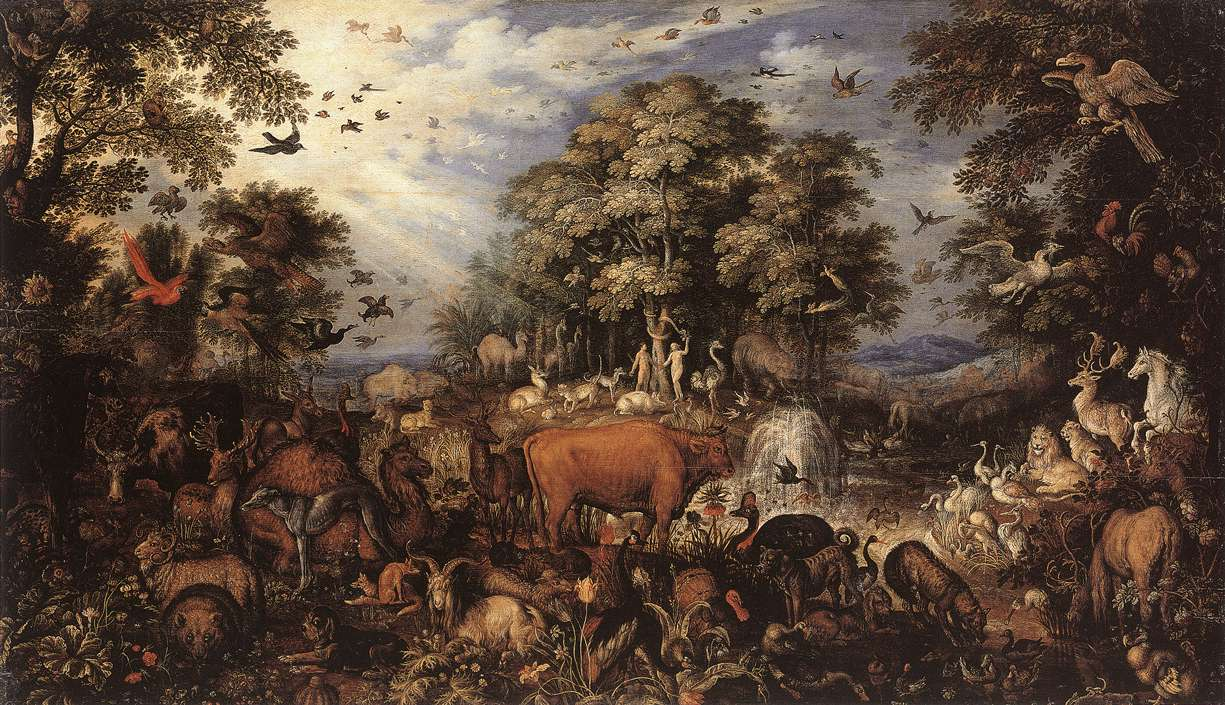
Saverys The Paradise från 1626 med en dront i nedre högra hörnet.

Som många andra djur som utvecklats isolerade från betydande rovdjur var dronten helt orädd för människor. Denna avsaknad av rädsla tillsammans med dess oförmåga att flyga gjorde dronten till ett lätt byte för sjömän. Även om vissa rapporter beskriver masslakt av dronter för att anskaffa skeppsproviant, har arkeologiska undersökningar funnit få bevis för någon större jakt av dronten. Ben från minst två dronter återfanns i en grotta vid viken Baie du Cap där förrymda slavar och fångar levde på 1600-talet, en plats som inte bör ha varit lättillgänglig för dronter på grund av den höga, oländiga terrängen. Under 1600-talet överskred befolkningen på Mauritius, som bebodde ett område om 1 860 km2, aldrig 50 personer. Men de introducerade en mängd djur som hundar, grisar, katter, råttor och krabbmakaker, som plundrade drontbon och konkurrerade om de begränsade resurserna, samtidigt som människan förstörde drontens skogshabitat. Den negativa påverkan som de introducerade djuren, särskilt grisarna och makakerna, hade på drontpopulationen, bedöms idag ha varit allvarligare än jakten. Råttorna var kanske inte ett lika stort hot mot bona eftersom dronten bör ha varit van vid att handskas med de lokala landlevande krabborna.
Det har föreslagits att dronten redan var ovanlig eller mycket lokal när människan anlände till ön, eftersom det annars borde vara osannolikt att arten skulle ha dött ut så snabbt om den hade bebott alla de avlägsna områdena på ön. En studie genomförd år 2005 fann subfossila lämningar av dronter och andra djur som dödats av en störtflod. Ett sådant massdöende skulle utgöra en stor risk för en art som redan är utrotningshotad. Men det faktum att dronten hade överlevt hundratals år av vulkanisk aktivitet och klimatförändringar visar att fågeln var motståndskraftig inom sitt ekosystem.

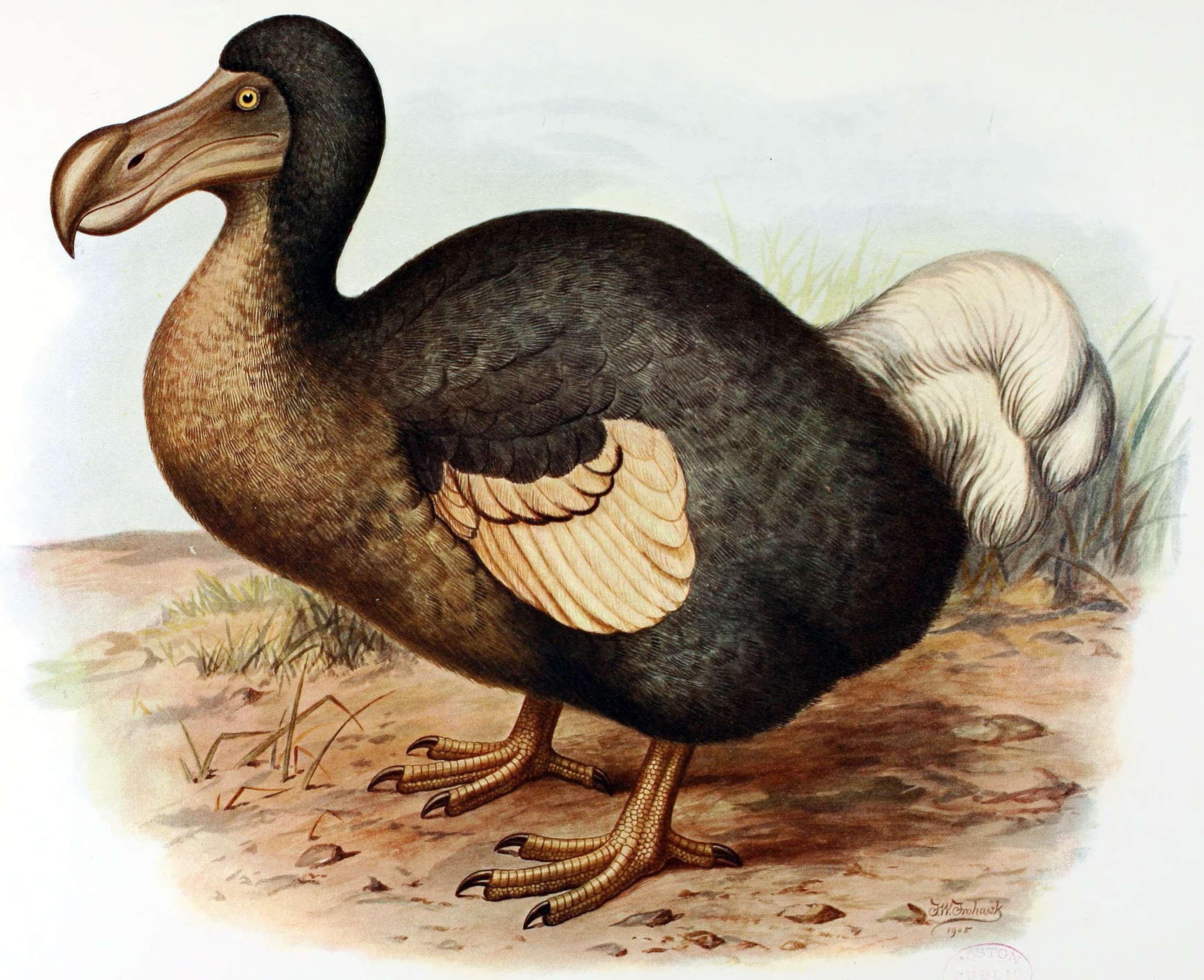
Frederick William Frohawks restaurering av Walter Rothschilds bok Extinct Birds ("Utrotade fåglar") från 1907.

Det råder viss oenighet kring när dronten dog ut. Den sista observationen som har bred acceptans inom forskarvärlden skedde 1662 och är en rapport av den skeppsbrutna Volkert Evertsz från det holländska skeppet Arnhem. Han beskriver fåglar som fångas på en liten ö utanför Mauritius, som idag föreslås vara Île D'Ambre:
| ” | När vi kom stod dessa djur och bara stirrade på oss och förblev tysta, utan att veta om de hade vingar att flyga med eller ben att springa med och lät oss närma sig dem så nära som vi ville. Bland dessa fåglar fanns de som i Indien kallas "Dod-aersen" (som är en slags mycket stor gås); dessa fåglar kan inte flyga, och istället för vingar har de bara några små stift men de kan springa mycket snabbt. Vi drev ihop dem till ett ställe på ett sådant sätt att vi kunde fånga dem med våra händer, och när vi höll en av dem i benet, och den på grund av detta gjorde ett högt ljud, så kom de andra plötsligt snabbt springande som om de kunde komma till dess hjälp, och därmed inringades även de och blev till våra fångar. | „ |

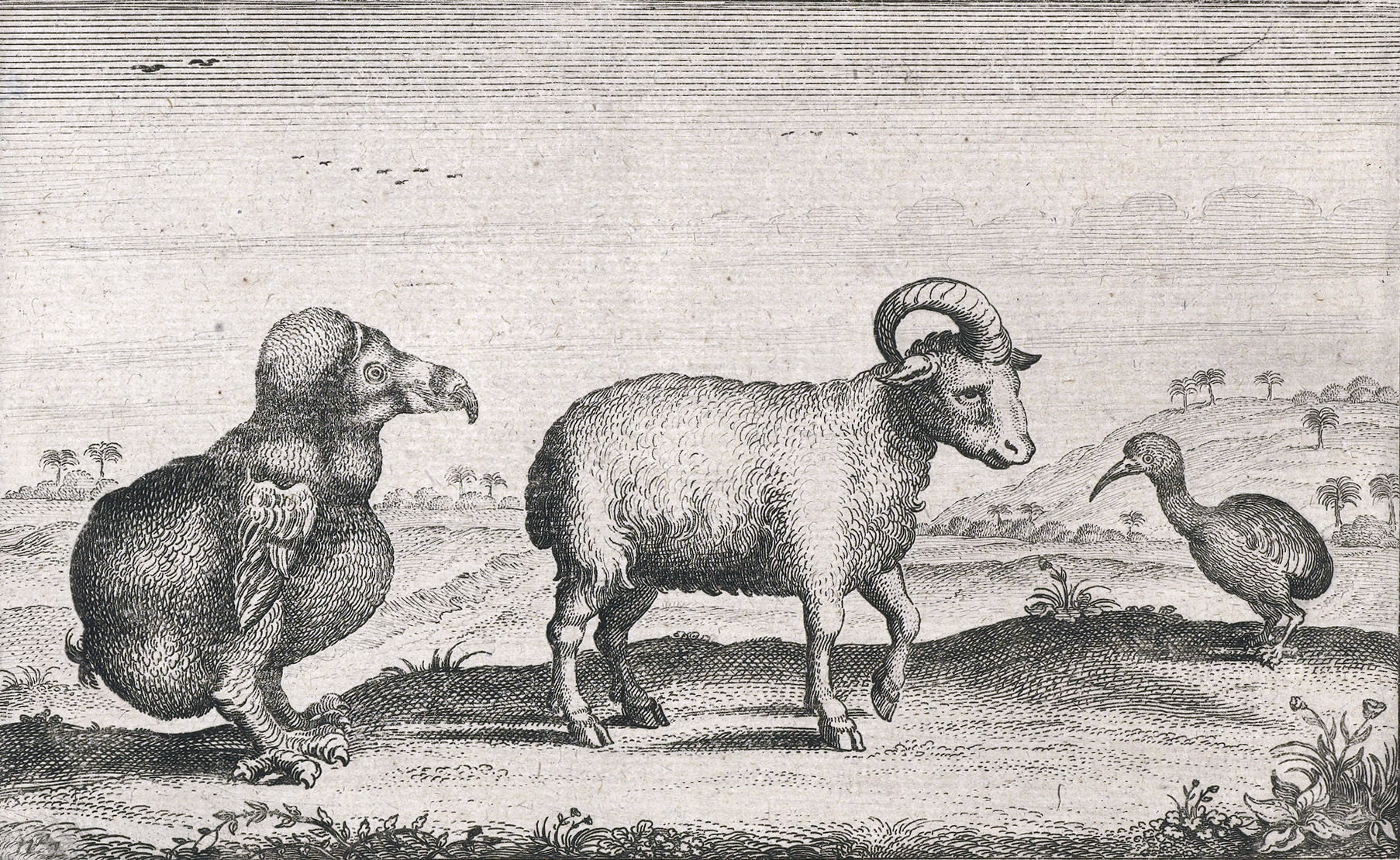
Pieter van den Broeckes teckning av en dront, ett enhornat får och en rödrall, från 1617.

Dronterna på denna lilla ö behöver inte ha varit de sista av sitt slag. Den sista påstådda observationen av en dront förekommer i en jaktrapport från 1688 av Isaac Johannes Lamotius. Statistiska analyser utifrån olika rapporter ger en uppskattning med 95% sannolikhet att dronten dog ut 1693, inom intervallet 1688–1715. Studien pekar även på att eftersom den sista observationen före 1662 var 1638, så var förmodligen dronten ganska sällsynt redan på 1660-talet.
Det bör också poängteras att vissa rapporter efter 1662 som omskriver dronten, både som "Dodo" och "Dodaers" egentligen refererar till rödrallen. Vissa hävdar därför att bara beskrivningar fram till 1662 kan bedömas som trovärdig. En källa från 1668 av den engelska resenären John Marshall, som både använder namnen "Dodo" och "Red Hen" i sin text om rödrallen, beskriver att köttet av den är "segt", vilket återkallar tidigare beskrivningar av dronten. Men även källan från 1662 har ifrågasatts av författaren Errol Fuller, eftersom fåglarnas reaktion på varningsläte överensstämmer med beskrivningar av rödrallen. Före dessa motiveringar var en rapport från 1681 gängse ansedd som den sista, och det finns fortfarande förespråkare för detta datum. Sentida funna holländska texter indikerar att nybyggare på Mauritius observerade dronter under åren 1664–1674. Det är inte troligt att frågan någonsin kommer att få ett tillfredsställande svar, om inte någon riktigt sen rapport återfinns som både nämner namnet tillsammans med en god fysisk beskrivning av fågeln. Hur det än ligger till så var dronten med största sannolikhet utdöd innan  år 1700, ungefär ett århundrade efter att den upptäcktes år 1598. Holländarna lämnade Mauritius 1710, och vid den tiden var dronten och de flesta större landlevande däggdjur utdöda.
Trots att dronten beskrevs som sällsynt redan på 1600-talet så erkändes artens utdöende först på 1800-talet. Detta berodde delvis på religiösa skäl då utrotning av djur inte ansågs möjlig, förrän det bevisades av Georges Cuvier. Ett annat skäl var att flera naturvetare tvivlade på att fågeln över huvud taget hade existerat. Dronten tedde sig bara för besynnerlig och många ansåg att den var en myt. Första gången som den användes som exempel på ett djur utrotat av människan var 1833 i den brittiska Penny Magazine, och efter det har den blivit något av en symbol för utrotade djur.

## Fysiska kvarlevor

### Specimen från 1600-talet

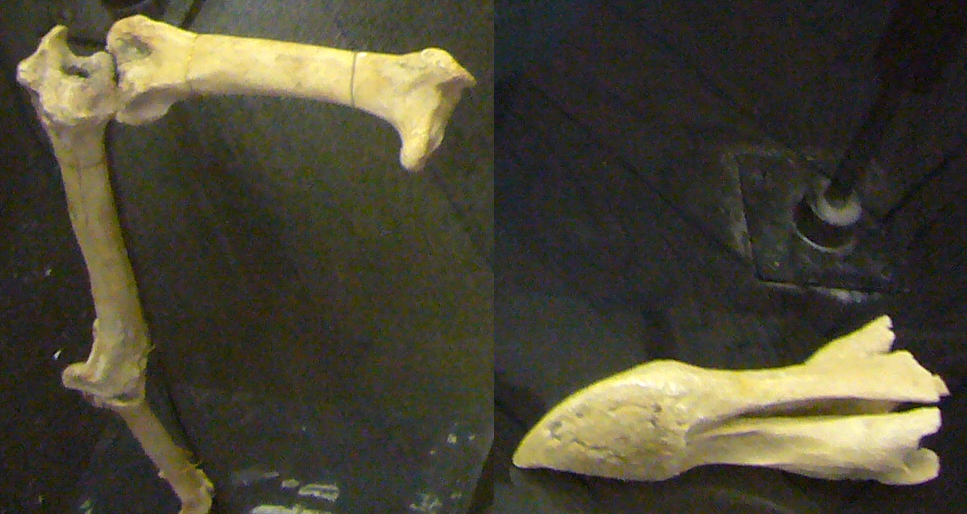
Ben från tarsen av rodriguessolitär och överkäke av dront, vid Nationalmuseet i Prag.

Det enda existerande specimen som togs till Europa på 1600-talet är ett torkat huvud och fot som finns vid Oxford University Museum of Natural History, en fot som fanns på British Museum men som idag är försvunnen, en skalle på Köpenhamns zoologiska museum och en överkäke på Nationalmuseet i Prag. De två senare återfanns och identifierades som dront på mitten av 1800-talet. Flera uppstoppade dronter finns omnämnda i äldre inventarielistor från olika museer men inga av dessa verkar ha överlevt. Utöver dessa kvarlevor finns en torkad fot omskriven 1605 av den nederländska botanikern Carolus Clusius. Dess proveniens är oklar och foten är idag försvunnen, men den kan ha samlats in under resan med Van Neck.
Det enda mjukvävnadsspecimen som existerar är huvudet som finns i Oxford (specimen OUM 11605) och den fot som tillhörde den sista kända uppstoppade dronten, som första gången omnämns som en del av Tradescantsamlingen 1656 och flyttades till Ashmolean Museum 1659. Det har föreslagits att detta kan vara kvarlevorna från den dront som Hamon L'Estrange såg i London, från den fågel som skickades till Europa av Emanuel Altham eller en donation av Thomas Herbert. Eftersom specimentet inte visar några tecken på att ha varit uppstoppat kan det istället ha varit bevarat som ett skinnlagt studieobjekt. Under en studie gjord 2018 visade röntgenbilder av Oxfordskallen att den innehöll blyhagel, vilket användes på 1600-talet när man jagade fågel. Det indikerar att denna individ sköts innan den transporterades till Storbritannien eller en tid efter att den anlänt. Omständigheterna kring dess död är okända och haglen ska undersökas för att man ska kunna avgöra var blyet härstammar ifrån.

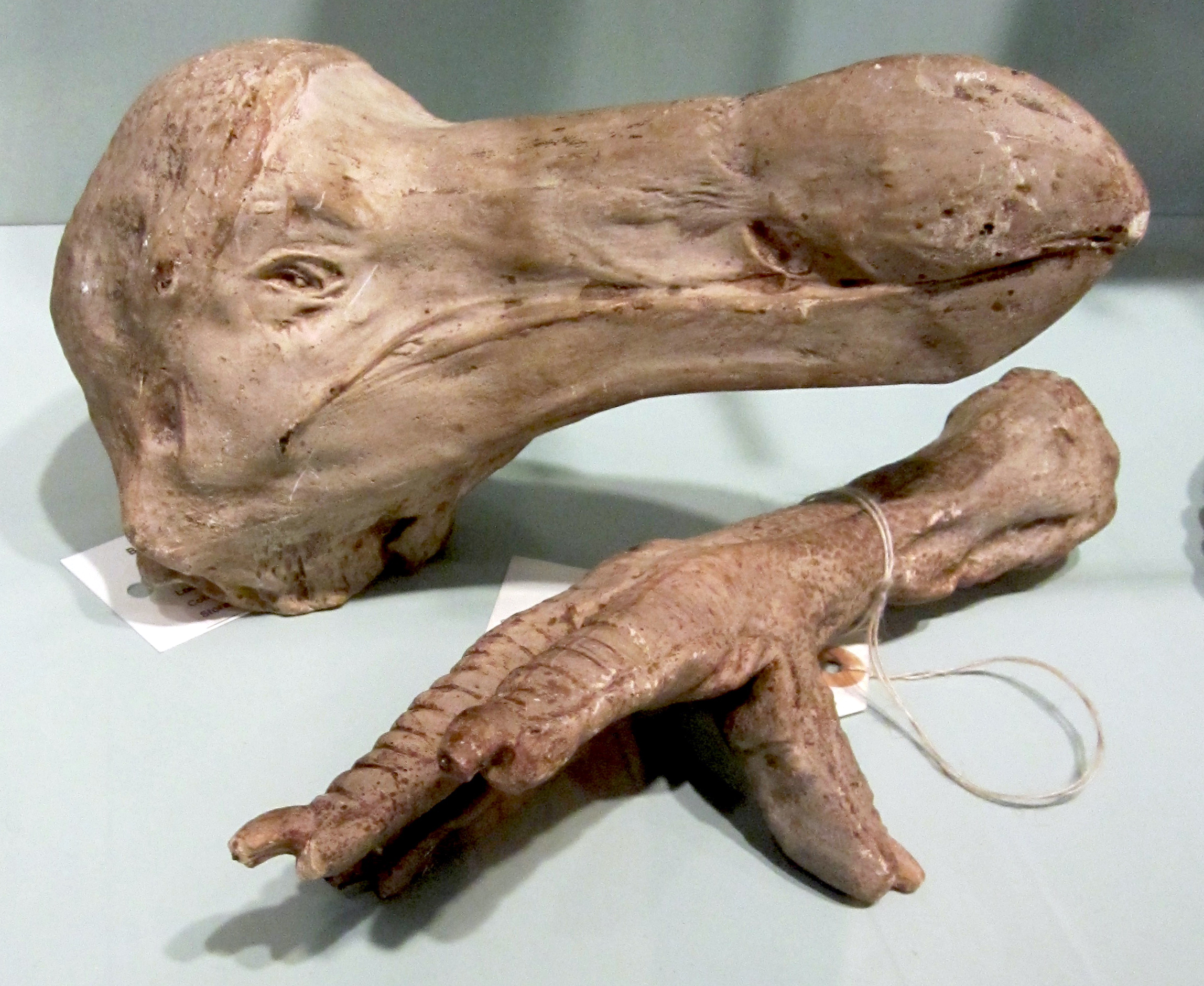
Gipsavgjutningar av Oxfordhuvudet före dissektion och av den försvunna Londonfoten.

Många källor hävdar att Ashmolean Museum brände den uppstoppade dronten omkring 1755 då den förfallit och inte gick att rädda, och att bara huvud och ben sparades. Men att museet avsiktlig förstörde specimentet anses idag vara en myt. Istället tror man att den flyttades från utställningen för underhåll och att de delar som fortfarande var i godare skick bevarades. Dessa kvarvarande mjukdelar har sedan dess förfallit ännu mer. Huvudet dissekerades av Strickland och Melville, då de lossade skinnet från skallen i två halvor. Foten är i ett skelettartat skick, med bara rester av hud och senor. Mycket få fjädrar finns kvar på huvudet. Specimenten tros härröra från en hon eftersom foten är 11 % mindre och är mer gracil än den i London, men ter sig vara fullvuxen. Detta specimen var utställt på Oxford museum från åtminstone 1860-talet fram till 1998, varefter det hållits i förvar för att det ska vara skyddad. Avgjutningar av huvudet finns idag på en mängd museer världen över.

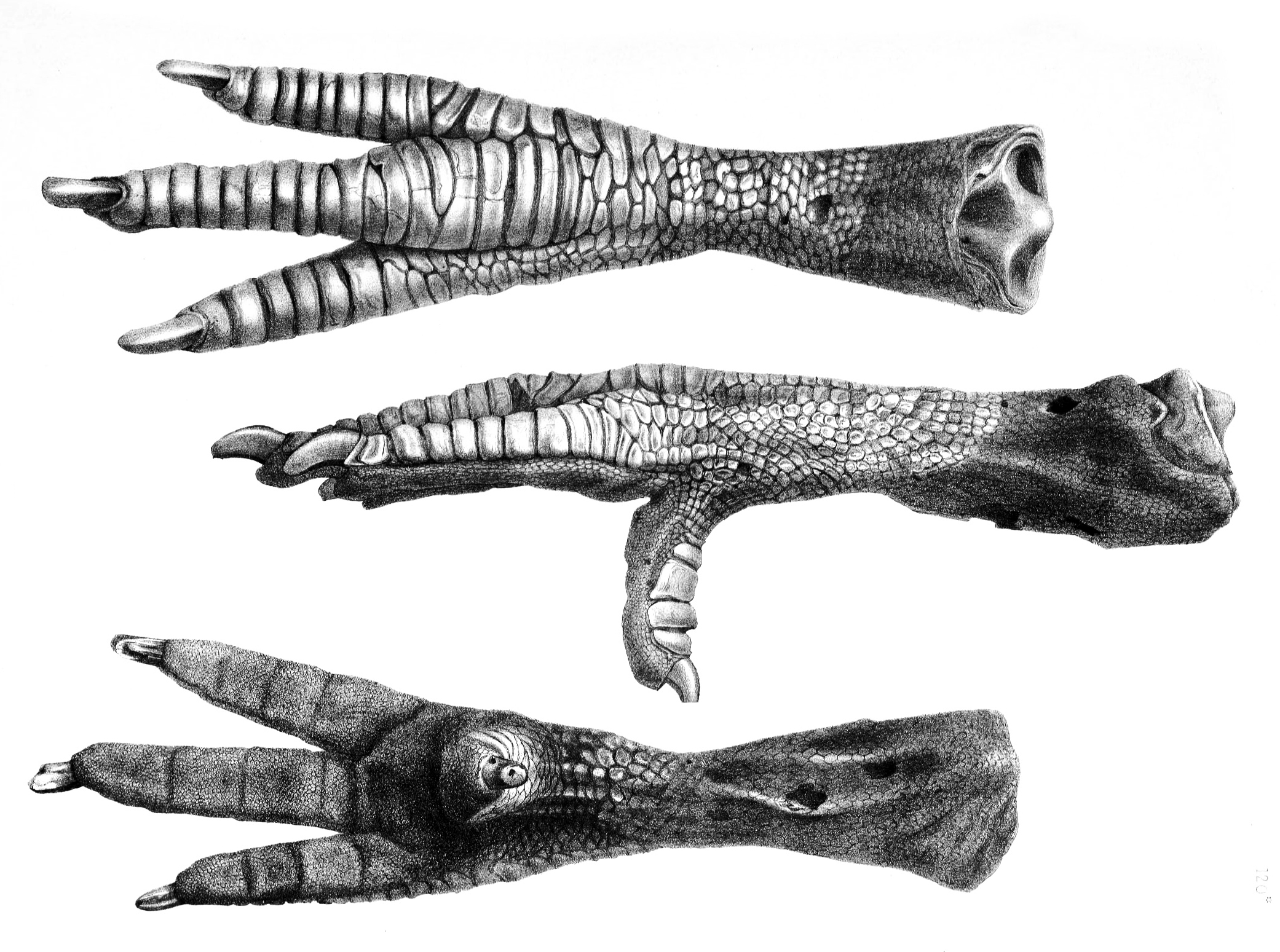
Litografi från 1848 av Londontarsen.

Den torkade tars som finns i London, som först nämns 1665, flyttades till British Museum på 1700-talet och ställdes ut bredvid Saverys målning Edwards's Dodo fram till 1840-talet, då även den dissekerades av Strickland och Melville. Tarsen var inte i stående position vilket indikerar att den en gång i tiden avlägsnades från en nyligen dödad dront, och inte från en uppstoppad fågel. År 1896 hävdas det att tarsen saknar fjäll etc och förmodligen fanns då endast benet finns, men detta är oklart eftersom specimentet idag är försvunnet.
Skallen som finns i Köpenhamn (specimen ZMUC 90-806) tillhörde Bernardus Paludanus samling i Enkhuizen fram till 1651, då den flyttades till museet i slottet Gottorp i Schleswig. När slottet belägrades av danska styrkor 1702, flyttades stora delar av samlingen till den kungliga danska samlingen. Skallen återfanns 1840 av J. T. Reinhardt. Utifrån dess kända historia kan den utgöra det äldsta kända kvarlevan av en dront som fördes till Europa. Skallen är 13 mm kortare än Oxfrodskallen och kan ha tillhört en hona. Den var mumifierad men dess skinn har med tiden gått förlorat.
Främre delen av en skalle (specimen NMP P6V-004389) som finns på Nationalmuseet i Prag återfanns 1850 bland resterna från Bömiska museet. Andra delar som ska ha tillhört samma fågel finns listade i litteraturen men inga andra delar är idag kända. En del av en högertars som finns i samlingen anses idag härröra från en rodriguessolitär. Detta specimen kan vara den rest som återstår av de uppstoppade dronter som ska ha funnits i kejsar Rudolf II:s menageri, eventuellt den uppstoppade fågel som Hoefnagel och Savery ska ha målat av.

### Subfossila specimen

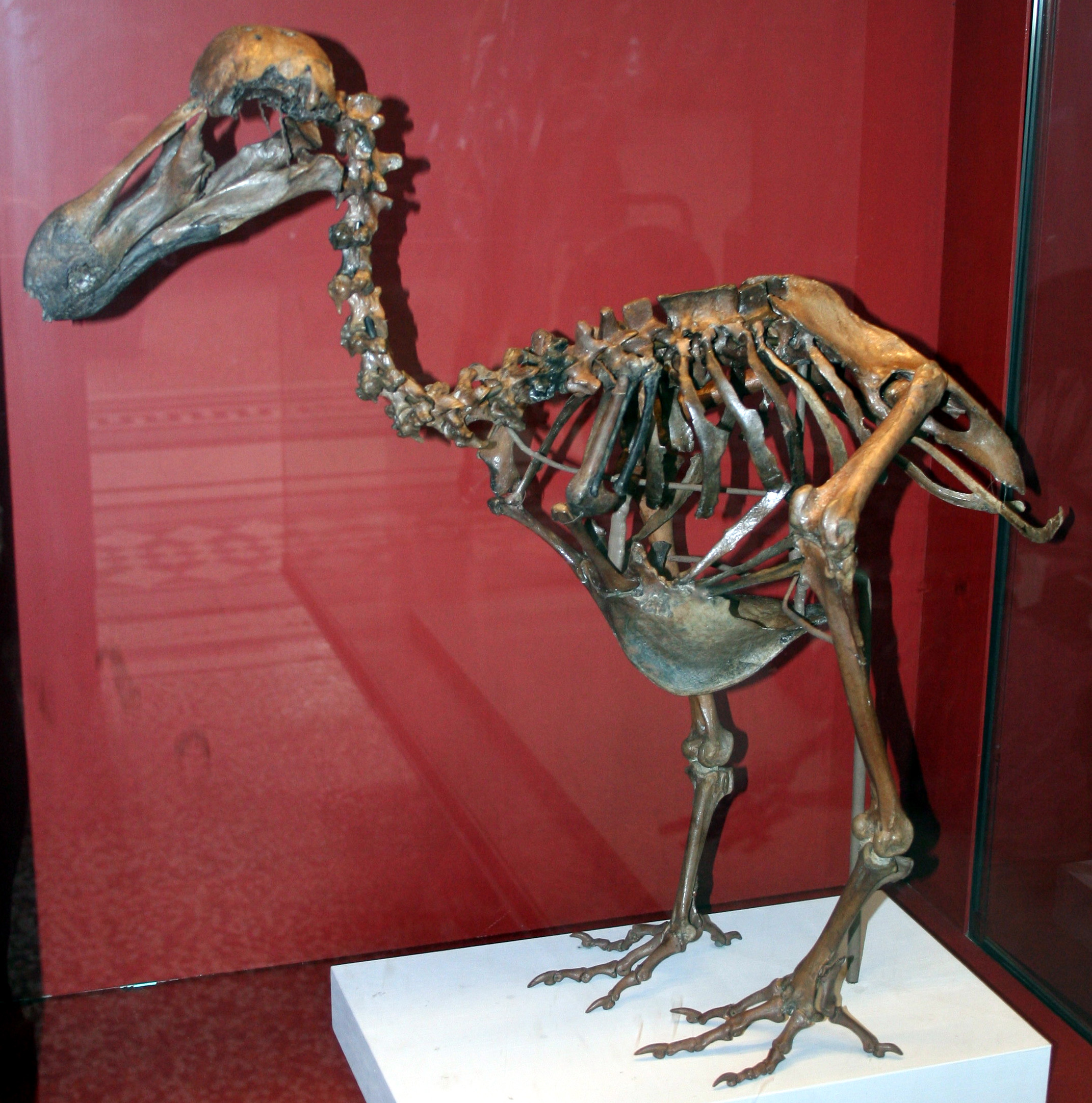
Skelett på Natural History Museum i London, monterat av Richard Owen utifrån ben funna i Mare aux Songes.

Det första subfossil av dront upptäcktes 1860 av Philip Burnard Ayres. Fram till dess var de enda kända kvarlevorna av dront de fyra ofullständiga specimenten från 1600-talet, som beskrivits ovan. Subfossilet skickades till Richard Owen vid British Museum, men han publicerade aldrig någon information om fyndet. År 1863 anhöll Owen av Biskop Vincent Ryan på Mauritius att han skulle informera honom om några drontben hittades på ön. År 1865 återfanns så George Clark, rektor i Mahébourg, efter mer än 30 års sökande, till slut en stor mängd subfossila drontben i sumpmarken Mare aux Songes på södra Mauritius. Clark beskrev sitt sökande 1866 i ett nummer av den ornitologiska tidskriften The Ibis. Han skickade ut sina "kulis" att vada genom sumpmarken för att känna efter ben med sina bara fötter. Initialt fann de mycket få ben men efter att ha avlägsnat vegetationen som täckte botten av de djupaste delarna av sumpmarken så fann de stora mängder fossil. Hittills har fossil av över 300 individer återfunnits i sumpmarken, dock mycket få skallar och vingben, förmodligen på grund av att överkroppen har sköljts bort eller att asätare har avlägsnat dessa delar då underkroppen fastnat i gyttjan. Detta överensstämmer med många fossila fynd av moafåglar i Nyzeeländska våtmarker. De flesta drontfossil från Mare aux Songes har en brun till mörkbrun färgton.
Clarks rapport av sina fynd skapade ett nytt intresse för arten. Sir Richard Owen och Alfred Newton ville båda bli först med att vetenskapligt beskriva drontens postkraniala anatomi (det vill säga alla delar av skelettet utöver skallen), och Owen köpte en skeppslast med drontben som ursprungligen var ämnad för Newton, vilket ledde till livslång rivalitet dem emellan. Owen beskrev benen i texten Memoir on the Dodo, publicerad i oktober 1866, men baserade felaktigt sin rekonstruktion på Saverys målning Edwards's Dodo och gjorde fågeln för satt och tjock. År 1869 fick han fler ben och korrigerade dess hållning och gjorde den mer upprätt. Omsprungen av Owen kom Newton istället att fokusera på solitäribisen istället. Kvarvarande ben som inte såldes till Owen eller Newton auktionerades ut eller donerades till museer. 1889 fick Théodor Sauzier i uppdrag att undersöka eventuella "historiska souvenirer" på Mauritius och fann ännu fler kvarlevor av dront i Mare aux Songes, och även av andra utdöda djurarter.

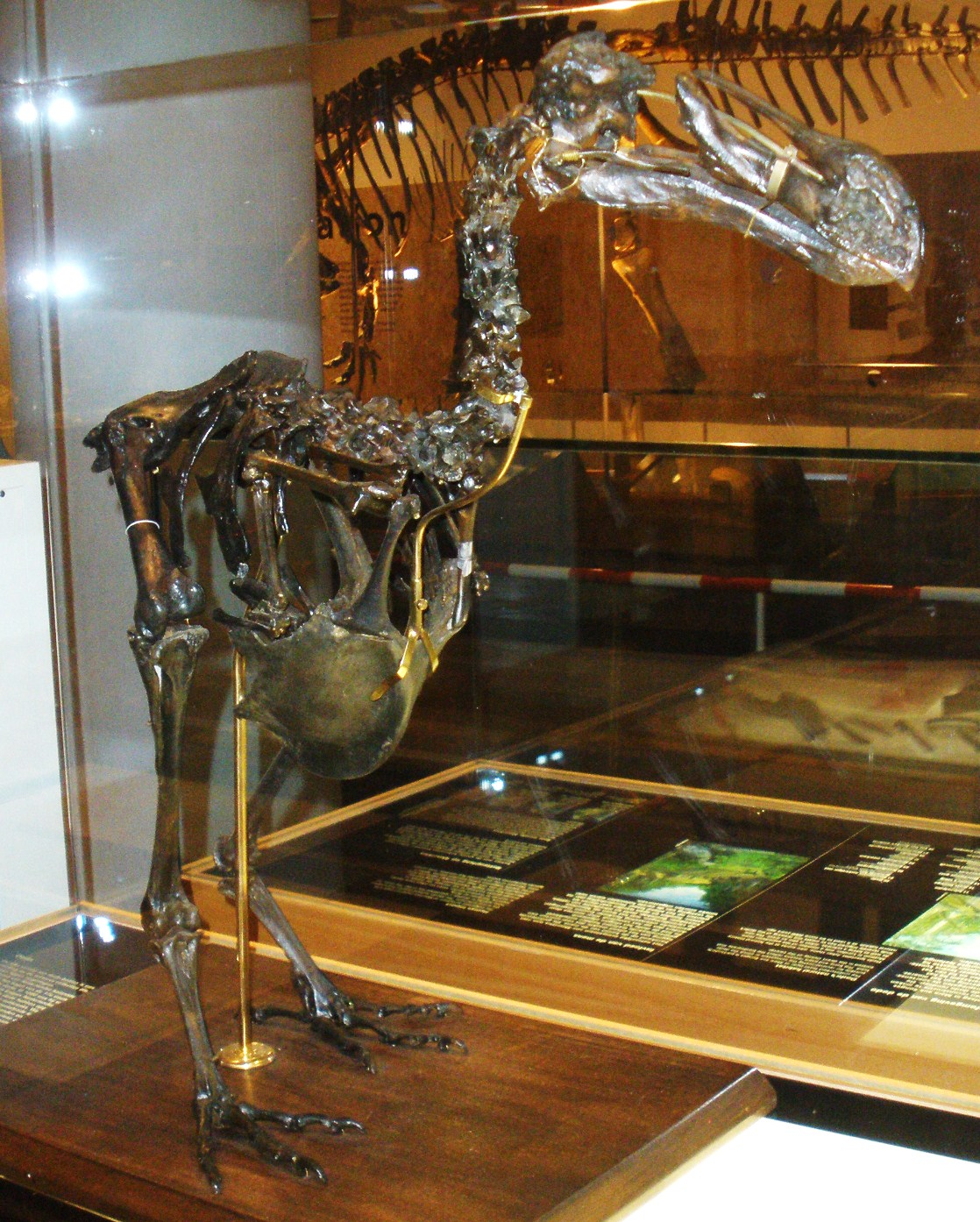
Skelett på Naturalis Biodiversity Center i Nederländerna, sammanfogat av subfossil funna år 2006.

År 2005, efter över hundra års uppehåll, undersökte den internationella gruppen "International Dodo Research Project" en del av Mare aux Songes som tidigare inte genomsökts. För att undvika malaria hade britterna under perioden då Mauritius tillhörde Brittiska väldet fyllt våtmarken med sten, som först var tvungna att tas bort. Många kvarlevor återfanns, bland annat ben från minst 17 individer i varierande ålder, dock ingen juvenil, och flera ben som uppenbarligen tillhörde en och samma fågel som bevarats i en naturlig position. Dessa fynd offentliggjordes i december 2005 på Naturalis Biodiversity Center i Leiden, Nederländerna. 63 % av de fossil som återfanns tillhörde sköldpaddor av det utdöda släktet Cylindraspis och 7,1 % tillhörde dronter som bevarats i sedimenten för ungefär 4 000 år sedan. Efterföljande utgrävningar indikerade att dront och andra djur fastnade i Mare aux Songes då de försökte nå vattenhål under en lång period av svår torka för ungefär 4 200 år sedan. Utöver detta så frodades cyanobakterier i de förhållanden som skapades av exkrementer från djur som samlades runt våtmarken och som dog av förgiftning och uttorkning utöver att de trampades ned eller fastnade i sumpmarken. Många mindre ben återfanns under dessa sentida utgrävningar, något som ofta saknas från fynden gjorda på 1800-talet, förmodligen på grund av de grövre metoder som användes på den tiden.
Amatörnaturvetaren Louis Etienne Thirioux från Port Louis fann också en mängd kvarlevor på flera olika platser ungefär kring sekelskiftet 1900. Bland annat fann han det första sammanhållna specimentet, som även är det första subfossil som återfunnits utanför the Mare aux Songes, och de enda specimentet från en juvenil individ, nämligen en idag försvunnen tarsometatarsus. Det tidigare specimentet återfanns 1904 i en grotta nära berget Le Pouce, och är det enda kompletta funna drontskelettet från en enskild individ. Thirioux donerade detta till Museum Desjardins (idag Natural History Museum & Mauritius Institute). År 1918 sålde Thriouxs arvingar ett andra monterat kompositskelett, sammansatt av minst två skelett och med en i stora delar rekonstruerad skalle till Durban Museum of Natural Science i Sydafrika. Tillsammans utgör dessa båda skelett de mest kompletta kvarlevorna av dront som man känner till, och omfattar tidigare okända benfragment som knäskålar och olika vingben. Även om vissa samtida författare uppmärksammade vikten av Thriouxs specimen, så blev de inte vetenskapligt studerade, och förblev i stort sett bortglömda fram till 2011, då en grupp av forskare sökte upp dem. De monterade skeletten laserskannades och utifrån dessa data skapades en digital 3-D-modell, som utgjorde grunden för en monografi om drontens osteologi, publicerad 2016. År 2006 upptäckte forskare ett komplett drontskelett i en lavagrotta på Mauritius. Detta är endast det andra sammanhållna skelett av en individ som någonsin upptäckts, och den enda nyligen återfunna.

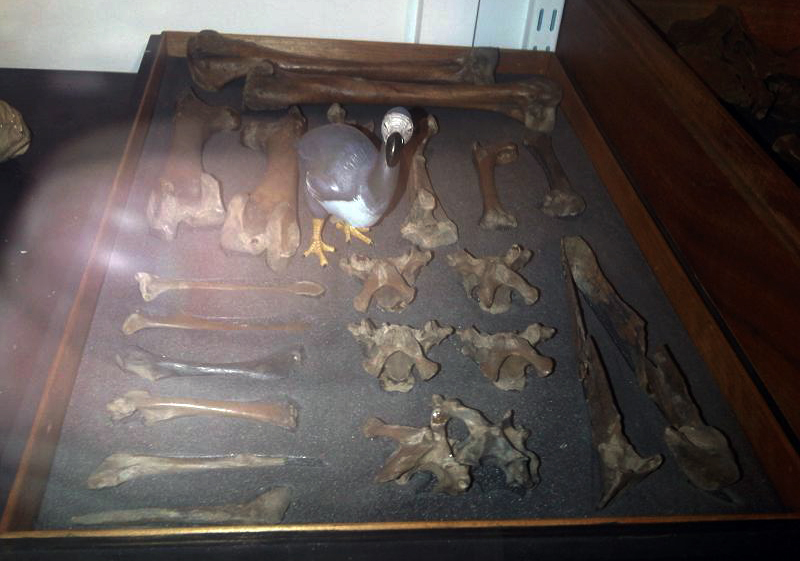
Subfossila ben återfunna år 2011 på Grant Museum.

Runt om i världen är det 26 museum som har betydande samlingar av drontmaterial, där nästan allt härstammar från Mare aux Songes. Natural History Museum i London, American Museum of Natural History, Cambridge University Museum of Zoology, Senckenberg Museum i Frankfurt am Main tillsammans med ett fåtal till har kompletta skelett sammansatta av subfossilt material från flera olika individer. År 2011 hittades en trälår med drontben  på Grant Museum vid University College London inför en flytt. Låren härstammade från Edvardiansk tid och hade fram tills att den återfanns förvarats tillsammans med krokodilskelett.

## Den vita dronten

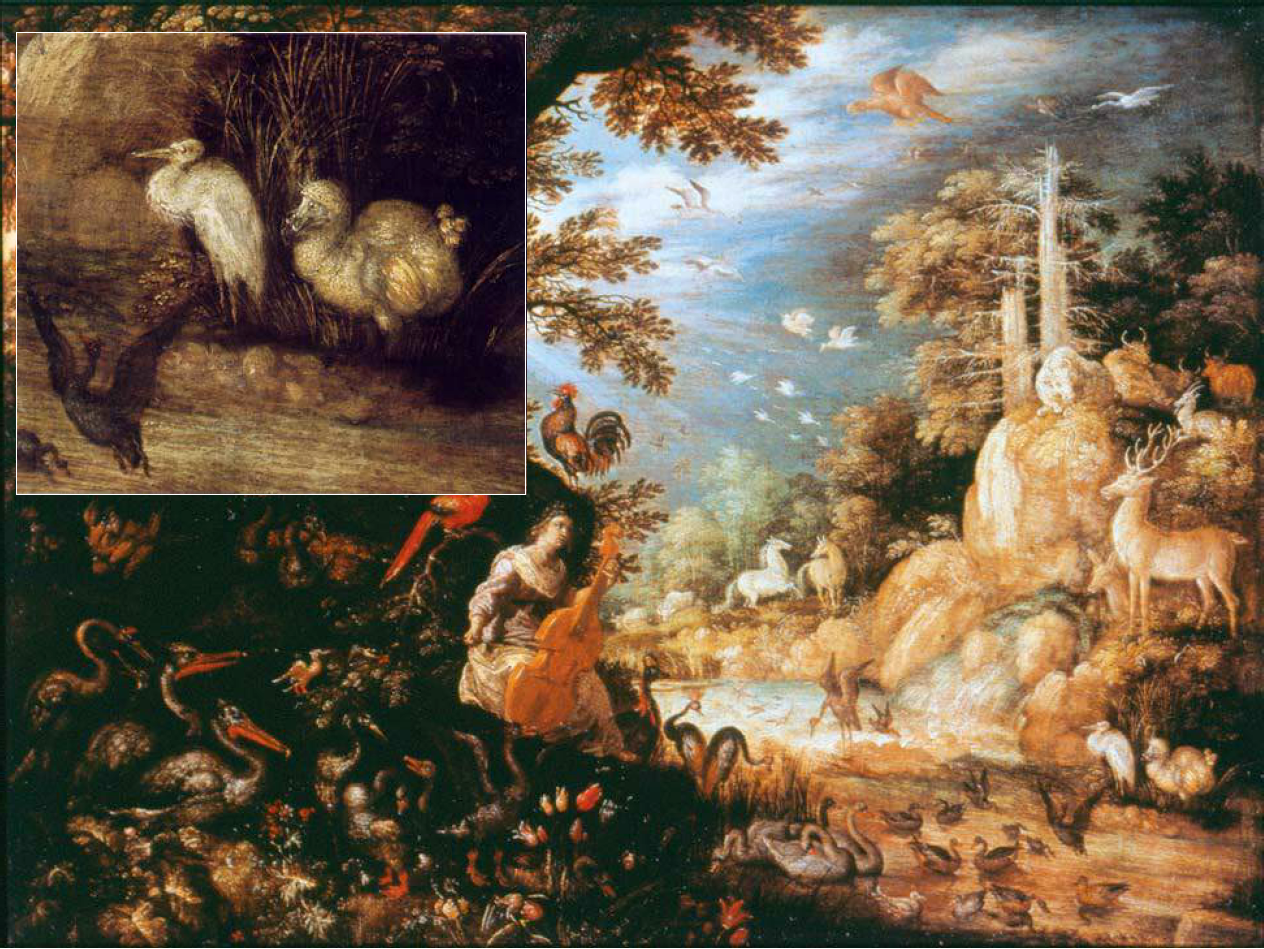
Saverys målning Landskap med Orfeus och djuren med en vitaktig dront i nedre högra hörnet, från 1611 eller senare.

Den förmodade "vita dronten", eller "solitären" på Réunion bedöms idag som en felaktig sammanblandning baserad på samtida skildringar av solitäribisen tillsammans med målningar från 1600-talet av vita drontliknande fåglar av Pieter Withoos och Pieter Holsteyn som dök upp under 1800-talet. Förvirringen startade med att upptäcktsresande Willem Bontekoe i sina texter beskrev feta, flygoförmögna fåglar som han kallade för "Dod-eersen" och som han skulle ha sett på Réunion som han besökte kring 1619. I dessa texter nämns dock aldrig fåglarnas färg. När dessa skrifter publicerades 1646, åtföljdes textpartiet av en gravyr med en dront kopierad av Saverys skiss från "Crocker Art Gallery". En vit, kraftig och flygoförmögen fågel på ön Réunion beskrevs första gången 1625 av skepparen Officer J. Tatton. Sporadiskt omskrevs liknande fåglar av Sieur Dubois och andra samtida författare.
Baron Edmond de Sélys Longchamps myntade 1848 namnet Raphus solitarius, för att beskriva dessa fåglar, då han trodde att det rörde sig om en egen art av dront. När 1600-talsmålningar av vita dronter så upptäcktes av naturvetare på 1800-talet förutsattes det att det rörde sig om denna art. Oudemans menade att skillnaderna mellan avbildningarna på målningarna och beskrivningarna i texterna berodde på att målningarna föreställde honor och att arten därför uppvisade könsdimorfism. Vissa författare trodde att de beskrivna fåglarna var en art närbesläktad med rodriguessolitären och kallade den därför "vit solitär", eller att det till och med funnits både en vit dront och en vit solitär på ön.

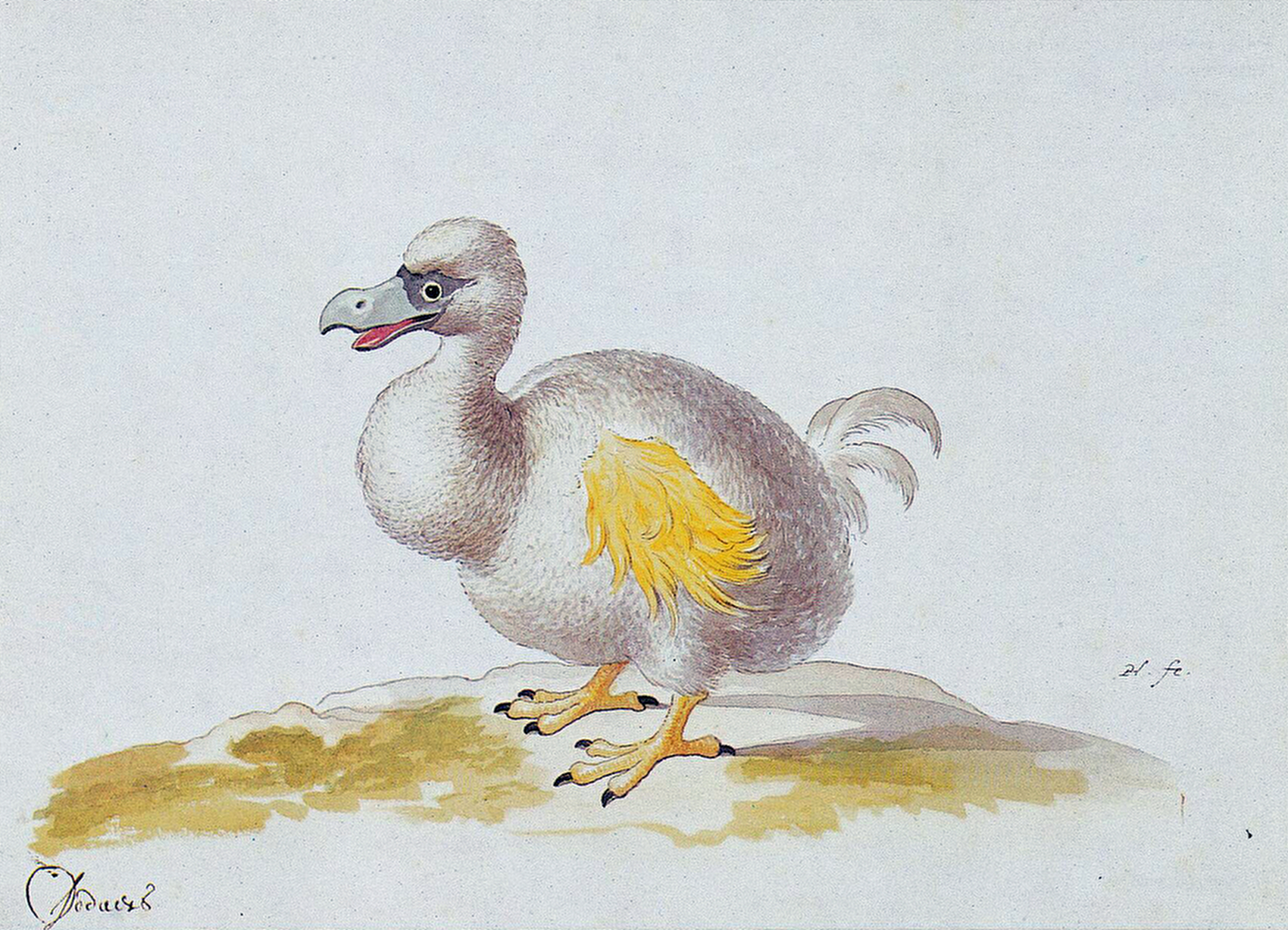
Pieter Holsteyns målning av en vit dront, från mitten av 1600-talet.

Målningen av Pieter Withoos, som var den första att upptäckas på 1800-talet verkar utgå ifrån en tidigare målning av Pieter Holsteyn, som det finns tre kända versioner av. Enligt Hume, Cheke och Valledor de Lozoya, verkar alla målningar av vita dronter vara baserade på Roelant Saverys målning Landskap med Orfeus och djuren, eller på kopior av denna målning. Den dateras ofta till 1611, men ett datum senare än 1614 och till och med senare än 1626, har också föreslagits. Målningen föreställer en vitaktig dront och utgår uppenbarligen från ett uppstoppat specimen i Prag; en walghvogel med en "smutsig gulvit färg" som den omskrivs i en inventarielista för Pragsamling hållen av kejsaren Rudolf II:s, och som Savery vid tiden var anställd hos (1607–1611). Saverys många senare bilder visar alla en gråaktig fågel, vilket kanske beror på att han vid det laget hade sett ett annat specimen. Cheke och Hume menar att det avmålade specimentet var albinistiskt. Valledor de Lozoya har istället fört fram möjligheterna att den är ljus på grund av att den bär en juvenil ljus fjäderdräkt, att det uppstoppade exemplaret hade blekts eller på grund av konstnärlig frihet.
År 1987 beskrev forskare ett fossil av en nyligen utdöd art av ibis från Réunion med en relativt kort näbb, som Borbonibis latipes. Cheke föreslog för en av dessa forskare, Francois Moutou, att det kunde röra sig om den vita solitären på Réunion, vilket publicerades i en artikel 1995. Ibisen placerades därför i släktet Threskiornis, med artepitetet solitarius. Fåglar i detta släkte är också vita och svarta och har en smal näbb, vilket överensstämmer med beskrivningarna av solitären på Réunion. Inga fossila fynd av drontliknande fåglar har återfunnits på ön.

## I kulturen

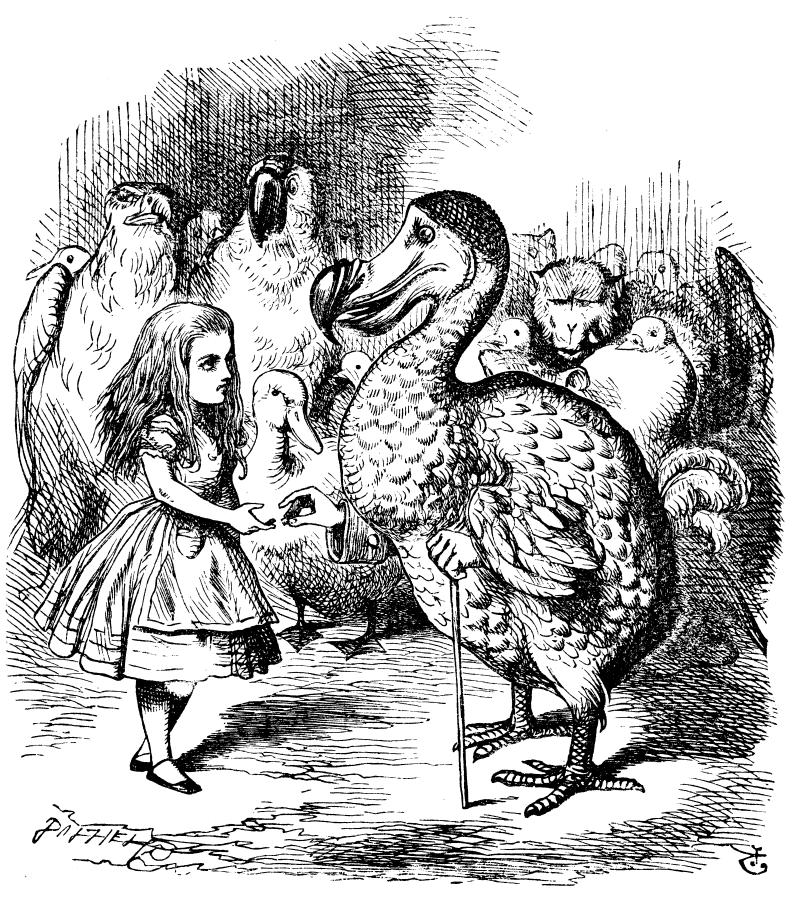
John Tenniels illustration från 1865 av Alice och dronten Dodo i Alice i underlandet.

Drontens betydelse som ett av de mest kända utrotade djuren tillsammans med dess speciella utseende ledde till att den blev en symbol för något föråldrat, och förekommer som sådan i litteraturen och populärkulturen. På samma sätt förekommer den i uttryck, som engelskans "dead as a dodo" (död som en dront), som just betyder "utdött" eller "föråldrat". På engelska har även "Dodo" använts som slanguttryck för en dum, korkad person, eftersom fågeln beskrivits som just dum och lättfångad och på engelska finns uttrycket "dumb as a dodo" ('dum som en dront').
Dronten förekommer i många populärkulturella verk; till och med innan den utrotades dyker den upp i europeisk litteratur som symbol för exotiska länder och för frosseri, på grund av sin omskrivna fethet. År 1865, samma år som George Clark började publicera rapporter om sina funna drontfossil, dyker fågeln upp som figuren Dodo i Lewis Carrolls Alice i underlandet. Det finns teorier om att han inkluderade dronten i berättelsen eftersom han själv personifierade sig med den. På grund av sin stamning ska han ibland ha presenterat sig som "Do-do-dodgson", vilket var hans egentliga släktnamn. Carroll och Alice Liddell, det vill säga flickan som fungerade som förebild för Alice i berättelsen, ska ha besökt Oxfordmuseet för att bese deras kvarlevor av dronten. Bokens stora popularitet gjorde dronten till en välkänd ikon för utrotade djur.
Exempel på andra litterära verk där dronten förekommer är bland annat Douglas Adams roman Dirk Gentlys holistiska detektivbyrå där dronten och dess utdöende är en viktig drivkraft i boken; den svenska författaren Harriet Löwenhjelm skriver om dronten i sin dikt "Jakt på fågel"; i Muminpappans memoarer av Tove Jansson förekommer en figur vid namn Dronten Edward som snarare liknar en drake; och i Jasper Ffordes bokserie om Torsdag Nesta har huvudpersonen en klonad dront som husdjur.

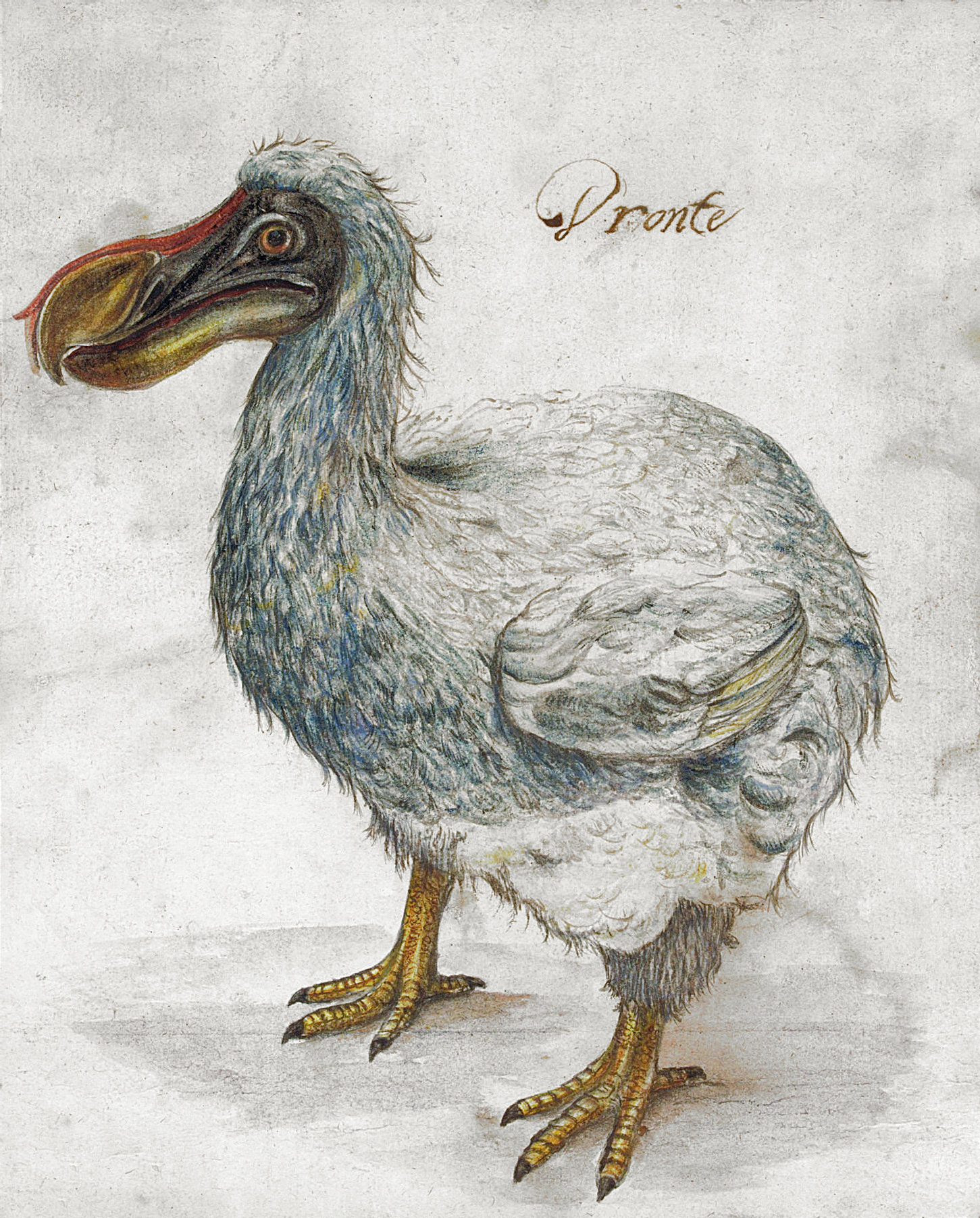
Tidigare opublicerad 1600-talsillustration såld år 2009 på Christie's.

Poeten Hilaire Belloc skrev följande dikt som publicerades 1896 i hans The Bad Child's Book of Beasts:
| ” | The Dodo used to walk around, And take the sun and air. The sun yet warms his native ground – The Dodo is not there! The voice which used to squawk and squeak Is now for ever dumb – Yet may you see his bones and beak All in the Mu-se-um. | „ |

Dronten förekommer som maskot för en mängd produkter, speciellt på Mauritius. Där förekommer den som sköldhållare på Mauritius statsvapen, på mauritiska mynt, som vattenstämpel på deras sedlar och som bakgrund på öns invandringsblankett. En leende dront är symbolen för Brasseries de Bourbon, ett stort bryggeri på Réunion.
Dronten används också som symbol för organisationer som arbetar med skyddandet av hotade arter, som Durrell Wildlife Conservation Trust och Durrell Wildlife Park. Varje år delar Center for Biological Diversity ut en gummidront, The Rubber Dodo Award, till den som "gjort mest för att förstöra för vildmark, arter och biologisk mångfald". År 2011 fick spindeln Nephilengys dodo, som bebor samma skogar som dronten en gång, sitt artepitet för att höja medvetenheten kring behoven att skydda Mauritius djur och natur. Två arter av myror har också fått namn efter dronten: Pseudolasius dodo 1946 och Pheidole dodo 2013. En art ur ordningen gråsuggor och tånglöss som enbart är känd från ett korallrev utanför Réunion gavs 1991 namnet Hansenium dodo. Namnet dront har även använts i vetenskapliga sammanhang utifrån dess flygoförmögenhet. En gen i en kromosom hos fruktflugor, som behövs för deras flygförmåga gavs namnet  "dodo".
År 2009 såldes en tidigare opublicerad holländsk illustration av en dront, framställd på 1600-talet, på Christie's för £44 450. Det är okänt om bilden baseras på ett specimen eller är en kopia av en tidigare bild.